# 鶴岡市
鶴岡市（つるおかし）は、山形県の庄内地方の南部にある市。市の人口は約11万人で、県内人口は山形市に次いで第2位である。鶴岡市の面積は東北地方で最も広く、全国でも第10位の広さを誇っている。国際会議観光都市に指定されている。
2014年12月に日本で初めてユネスコ食文化創造都市に認定された。代表的な食文化の一つとして鶴岡のお雛菓子などの「つるおか伝統菓子」がある。他にも学校給食発祥の地、バンジージャンプ発祥の地、サーフィン発祥の地など様々な文化の発祥地でもある。
鶴ヶ岡城周辺の中心市街地は江戸時代には鶴岡藩（通称：庄内藩）の城下町として栄えた。酒田市とともに庄内地方の中心都市である。郊外には庄内米やだだちゃ豆の農地が広がり、出羽三山神社には東北地方唯一皇族（蜂子皇子）の墓がある。

## 地理
鶴岡市は全国有数の稲作地帯でもある庄内平野の南部に位置し、西側は日本海に面する。
- 山：金峯山（きんぼうざん、標高459m、山岳信仰の山）、高館山（たかだてやま、標高274m、森林浴の森100選）、月山、羽黒山、湯殿山（出羽三山）、摩耶山、日本国、温海岳、化穴山
- 砂丘：庄内砂丘
- 川：赤川（支流として、青龍寺川、内川、新内川がある）、大山川、今野川、藤島川、大鳥川（梵字川と合流後、赤川となる）、梵字川、五十川、温海川、小国川、鼠ヶ関川
- 湖：大鳥池、奥温海湖、 大山上池・下池（ため池百選）
- ダム：月山ダム、荒沢ダム、八久和ダム、温海川ダム

### 気候
日本海側気候で特別豪雪地帯ではあるが、冬の日照時間が他の日本海側気候の都市に比較しても際立って短い、初夏から梅雨の前半までは好天に恵まれる、年間の降水ピークは、11月から12月にかけてといった庄内地方に共通する特徴を持つ。冬日の観測は多いものの、山形市など内陸部で見られるような最低気温が-10℃を下回る厳しい冷え込みは少ない。暖候期にはフェーン現象の影響などにより日中に高温を記録することがある。
| 鶴岡（1991-2020）の気候 | 鶴岡（1991-2020）の気候 | 鶴岡（1991-2020）の気候 | 鶴岡（1991-2020）の気候 | 鶴岡（1991-2020）の気候 | 鶴岡（1991-2020）の気候 | 鶴岡（1991-2020）の気候 | 鶴岡（1991-2020）の気候 | 鶴岡（1991-2020）の気候 | 鶴岡（1991-2020）の気候 | 鶴岡（1991-2020）の気候 | 鶴岡（1991-2020）の気候 | 鶴岡（1991-2020）の気候 | 鶴岡（1991-2020）の気候 |
| 月                      | 1月                     | 2月                     | 3月                     | 4月                     | 5月                     | 6月                     | 7月                     | 8月                     | 9月                     | 10月                    | 11月                    | 12月                    | 年                      |
| ----------------------- | ----------------------- | ----------------------- | ----------------------- | ----------------------- | ----------------------- | ----------------------- | ----------------------- | ----------------------- | ----------------------- | ----------------------- | ----------------------- | ----------------------- | ----------------------- |
| 最高気温記録 °C （°F）  | 15.2 (59.4)             | 21.4 (70.5)             | 24.4 (75.9)             | 30.4 (86.7)             | 32.3 (90.1)             | 33.8 (92.8)             | 37.8 (100)              | 39.9 (103.8)            | 38.2 (100.8)            | 31.7 (89.1)             | 26.3 (79.3)             | 19.5 (67.1)             | 39.9 (103.8)            |
| 平均最高気温 °C （°F）  | 4.4 (39.9)              | 5.1 (41.2)              | 9.1 (48.4)              | 15.7 (60.3)             | 21.2 (70.2)             | 24.8 (76.6)             | 28.2 (82.8)             | 29.9 (85.8)             | 26.0 (78.8)             | 20.0 (68)               | 13.7 (56.7)             | 7.5 (45.5)              | 17.1 (62.8)             |
| 日平均気温 °C （°F）    | 1.7 (35.1)              | 1.9 (35.4)              | 4.9 (40.8)              | 10.4 (50.7)             | 16.0 (60.8)             | 20.1 (68.2)             | 23.9 (75)               | 25.3 (77.5)             | 21.3 (70.3)             | 15.3 (59.5)             | 9.5 (49.1)              | 4.2 (39.6)              | 12.9 (55.2)             |
| 平均最低気温 °C （°F）  | −0.9 (30.4)             | −1.1 (30)               | 1.0 (33.8)              | 5.3 (41.5)              | 11.1 (52)               | 16.0 (60.8)             | 20.3 (68.5)             | 21.4 (70.5)             | 17.3 (63.1)             | 11.0 (51.8)             | 5.3 (41.5)              | 1.2 (34.2)              | 9.0 (48.2)              |
| 最低気温記録 °C （°F）  | −9.6 (14.7)             | −11.6 (11.1)            | −11.0 (12.2)            | −4.3 (24.3)             | 2.2 (36)                | 6.9 (44.4)              | 11.5 (52.7)             | 13.7 (56.7)             | 7.2 (45)                | 1.5 (34.7)              | −3.3 (26.1)             | −11.3 (11.7)            | −11.6 (11.1)            |
| 降水量 mm （inch）      | 218.3 (8.594)           | 134.8 (5.307)           | 130.0 (5.118)           | 106.8 (4.205)           | 119.9 (4.72)            | 124.3 (4.894)           | 220.2 (8.669)           | 198.9 (7.831)           | 184.6 (7.268)           | 207.7 (8.177)           | 267.0 (10.512)          | 278.7 (10.972)          | 2,191.4 (86.276)        |
| 平均降水日数 （≥1.0mm） | 25.4                    | 20.8                    | 18.8                    | 13.5                    | 11.9                    | 11.2                    | 13.8                    | 12.2                    | 13.9                    | 15.8                    | 20.2                    | 24.9                    | 202.0                   |
| 平均月間日照時間        | 24.6                    | 44.7                    | 109.2                   | 171.1                   | 199.3                   | 177.1                   | 155.0                   | 198.5                   | 150.8                   | 121.5                   | 77.7                    | 35.8                    | 1,465.3                 |
| 出典：気象庁            |                         |                         |                         |                         |                         |                         |                         |                         |                         |                         |                         |                         |                         |

| 鼠ケ関（1991-2020）の気候 | 鼠ケ関（1991-2020）の気候 | 鼠ケ関（1991-2020）の気候 | 鼠ケ関（1991-2020）の気候 | 鼠ケ関（1991-2020）の気候 | 鼠ケ関（1991-2020）の気候 | 鼠ケ関（1991-2020）の気候 | 鼠ケ関（1991-2020）の気候 | 鼠ケ関（1991-2020）の気候 | 鼠ケ関（1991-2020）の気候 | 鼠ケ関（1991-2020）の気候 | 鼠ケ関（1991-2020）の気候 | 鼠ケ関（1991-2020）の気候 | 鼠ケ関（1991-2020）の気候 |
| 月                        | 1月                       | 2月                       | 3月                       | 4月                       | 5月                       | 6月                       | 7月                       | 8月                       | 9月                       | 10月                      | 11月                      | 12月                      | 年                        |
| ------------------------- | ------------------------- | ------------------------- | ------------------------- | ------------------------- | ------------------------- | ------------------------- | ------------------------- | ------------------------- | ------------------------- | ------------------------- | ------------------------- | ------------------------- | ------------------------- |
| 最高気温記録 °C （°F）    | 15.3 (59.5)               | 20.4 (68.7)               | 24.9 (76.8)               | 28.8 (83.8)               | 29.0 (84.2)               | 33.1 (91.6)               | 37.6 (99.7)               | 40.4 (104.7)              | 39.1 (102.4)              | 30.6 (87.1)               | 27.0 (80.6)               | 20.7 (69.3)               | 40.4 (104.7)              |
| 平均最高気温 °C （°F）    | 5.1 (41.2)                | 5.5 (41.9)                | 8.8 (47.8)                | 14.5 (58.1)               | 19.7 (67.5)               | 23.2 (73.8)               | 26.9 (80.4)               | 28.9 (84)                 | 25.3 (77.5)               | 19.6 (67.3)               | 13.9 (57)                 | 8.4 (47.1)                | 16.7 (62.1)               |
| 日平均気温 °C （°F）      | 2.5 (36.5)                | 2.5 (36.5)                | 5.1 (41.2)                | 10.0 (50)                 | 15.2 (59.4)               | 19.2 (66.6)               | 23.3 (73.9)               | 24.9 (76.8)               | 21.1 (70)                 | 15.5 (59.9)               | 10.1 (50.2)               | 5.2 (41.4)                | 12.9 (55.2)               |
| 平均最低気温 °C （°F）    | −0.1 (31.8)               | −0.3 (31.5)               | 1.5 (34.7)                | 5.6 (42.1)                | 10.9 (51.6)               | 15.6 (60.1)               | 20.3 (68.5)               | 21.6 (70.9)               | 17.6 (63.7)               | 11.8 (53.2)               | 6.5 (43.7)                | 2.2 (36)                  | 9.5 (49.1)                |
| 最低気温記録 °C （°F）    | −6.3 (20.7)               | −7.5 (18.5)               | −6.7 (19.9)               | −3.7 (25.3)               | 1.8 (35.2)                | 7.0 (44.6)                | 10.7 (51.3)               | 12.9 (55.2)               | 7.2 (45)                  | 2.8 (37)                  | −1.3 (29.7)               | −6.3 (20.7)               | −7.5 (18.5)               |
| 降水量 mm （inch）        | 171.0 (6.732)             | 107.5 (4.232)             | 118.4 (4.661)             | 115.0 (4.528)             | 130.4 (5.134)             | 137.7 (5.421)             | 225.4 (8.874)             | 201.3 (7.925)             | 187.6 (7.386)             | 198.6 (7.819)             | 227.7 (8.965)             | 217.3 (8.555)             | 2,037.9 (80.232)          |
| 平均降水日数 （≥1.0mm）   | 24.3                      | 19.0                      | 17.2                      | 13.0                      | 11.9                      | 10.7                      | 13.7                      | 11.1                      | 13.5                      | 15.5                      | 19.2                      | 23.1                      | 192.2                     |
| 平均月間日照時間          | 31.3                      | 52.3                      | 108.7                     | 161.8                     | 194.4                     | 182.0                     | 157.5                     | 194.5                     | 147.6                     | 126.3                     | 79.1                      | 37.6                      | 1,473.2                   |
| 出典：気象庁              |                           |                           |                           |                           |                           |                           |                           |                           |                           |                           |                           |                           |                           |

## 市勢

2016年（平成28年）撮影の鶴岡市中心部周辺の空中写真。城下町の複雑な街路形状が残る。同年6月27日撮影の46枚を合成作成。。

- 面積 : 1,311.51km2（2009年10月1日時点）
- 人口 : 138,488人（住民基本台帳 2010年4月30日時点）
  - 男性 : 66,087人（同上）
  - 女性 : 72,401人（同上）
- 世帯数 : 47,546世帯（同上）

### 人口
| |                                        |  |
| 鶴岡市と全国の年齢別人口分布（2005年） | 鶴岡市の年齢・男女別人口分布（2005年） |  |
| ■紫色 ― 鶴岡市 ■緑色 ― 日本全国 | ■青色 ― 男性 ■赤色 ― 女性              |  |
| 鶴岡市（に相当する地域）の人口の推移 \| 1970年（昭和45年） \| 153,173人 \| \| \| 1975年（昭和50年） \| 150,348人 \| \| \| 1980年（昭和55年） \| 153,330人 \| \| \| 1985年（昭和60年） \| 152,636人 \| \| \| 1990年（平成2年） \| 150,840人 \| \| \| 1995年（平成7年） \| 149,509人 \| \| \| 2000年（平成12年） \| 147,546人 \| \| \| 2005年（平成17年） \| 142,384人 \| \| \| 2010年（平成22年） \| 136,623人 \| \| \| 2015年（平成27年） \| 129,652人 \| \| \| 2020年（令和2年） \| 122,347人 \| \| |                                        |  |
| 総務省統計局 国勢調査より |                                        |  |
| 1970年（昭和45年） | 153,173人                              |  |
| 1975年（昭和50年） | 150,348人                              |  |
| 1980年（昭和55年） | 153,330人                              |  |
| 1985年（昭和60年） | 152,636人                              |  |
| 1990年（平成2年） | 150,840人                              |  |
| 1995年（平成7年） | 149,509人                              |  |
| 2000年（平成12年） | 147,546人                              |  |
| 2005年（平成17年） | 142,384人                              |  |
| 2010年（平成22年） | 136,623人                              |  |
| 2015年（平成27年） | 129,652人                              |  |
| 2020年（令和2年） | 122,347人                              |  |

#### 地域及び地域別人口
（2005年国勢調査）
- 鶴岡地域 （旧鶴岡市）: 98,127人
- 藤島地域 （旧藤島町）: 11,595人
- 羽黒地域 （旧羽黒町）: 9,323人
- 櫛引地域 （旧櫛引町）: 8,320人
- 朝日地域 （旧朝日村）: 5,378人
- 温海地域 （旧温海町）: 9,641人

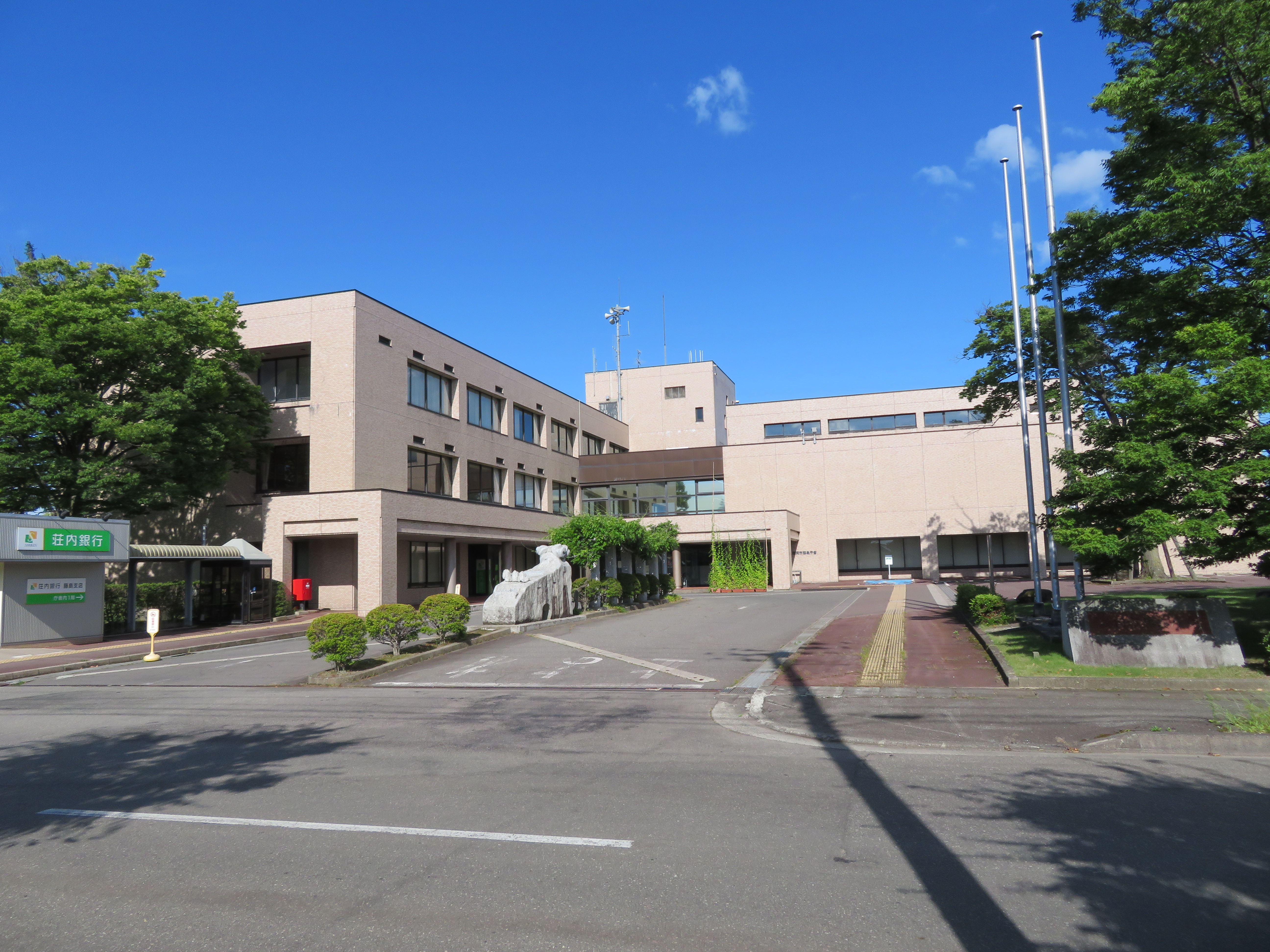
藤島庁舎（旧藤島町役場）
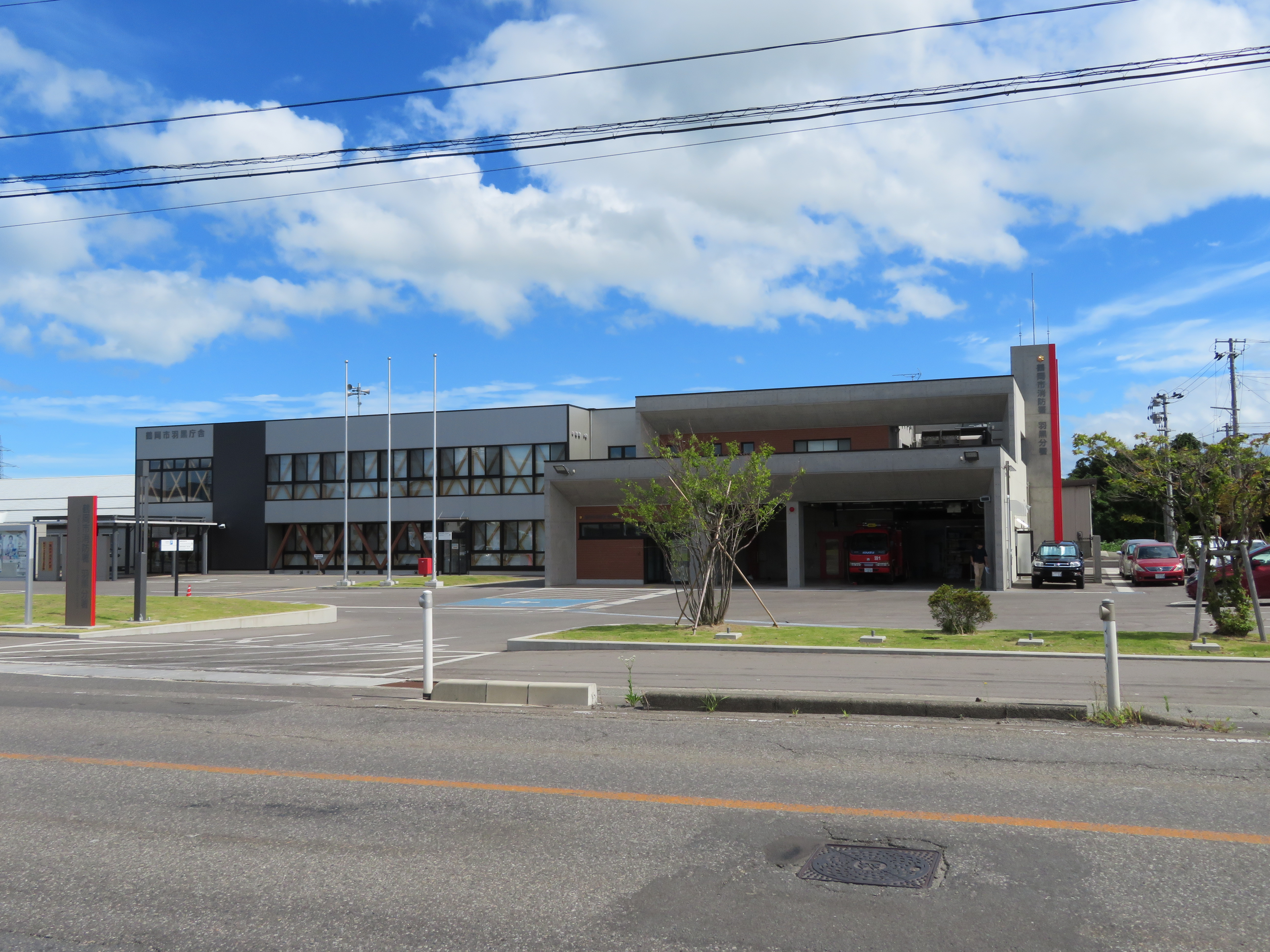
羽黒庁舎
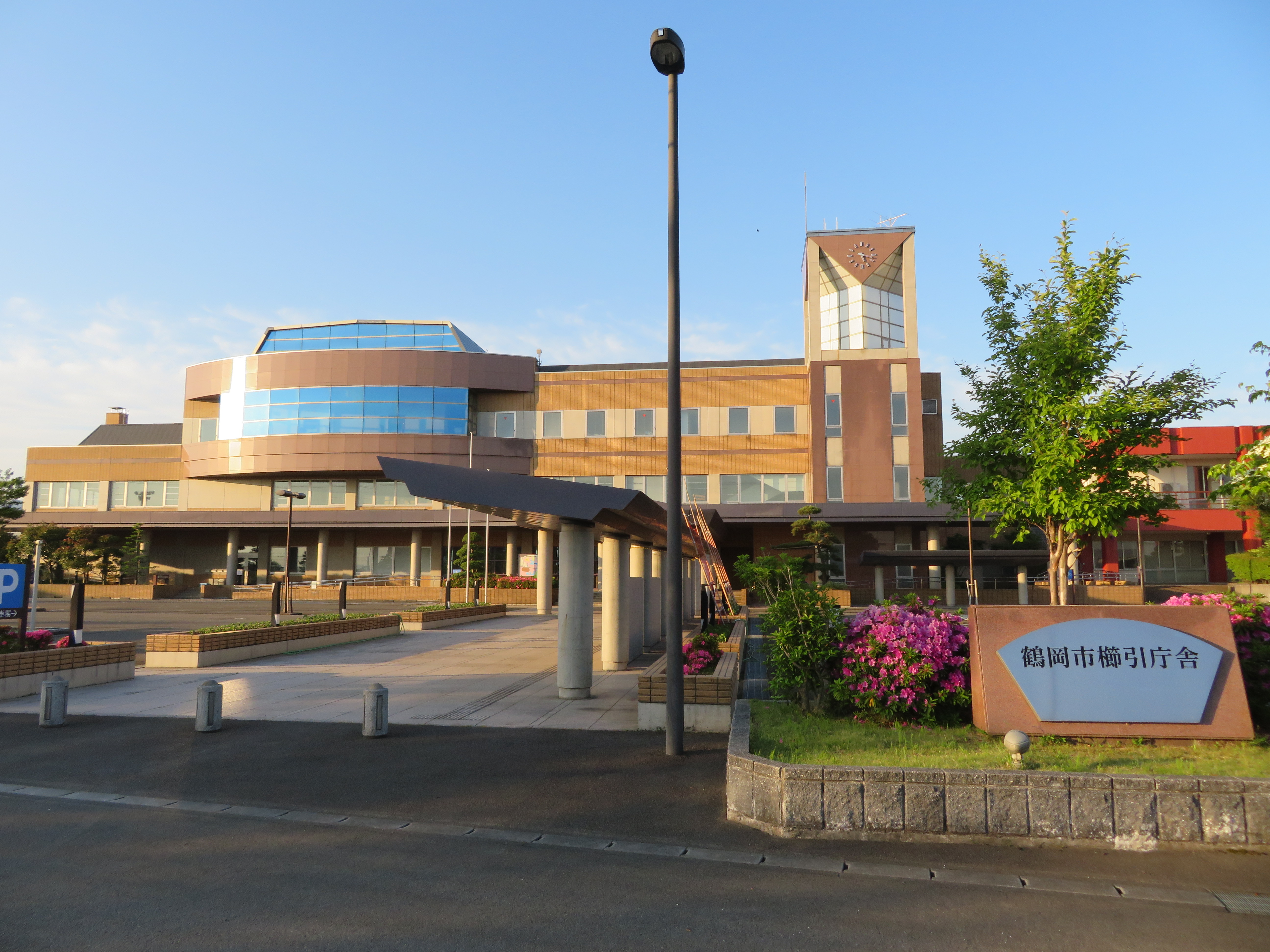
櫛引庁舎（旧櫛引町役場）
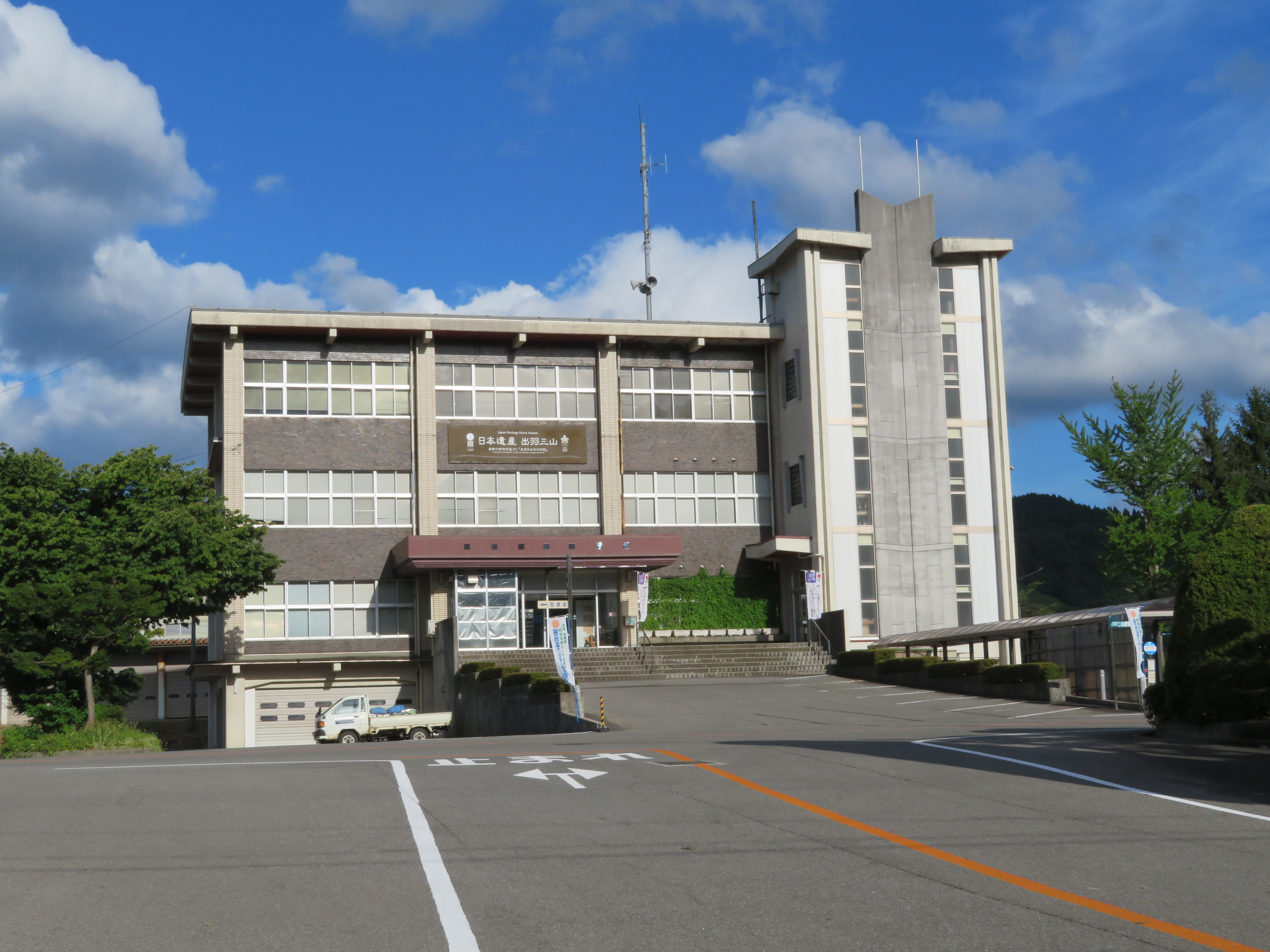
朝日庁舎（旧朝日村役場）
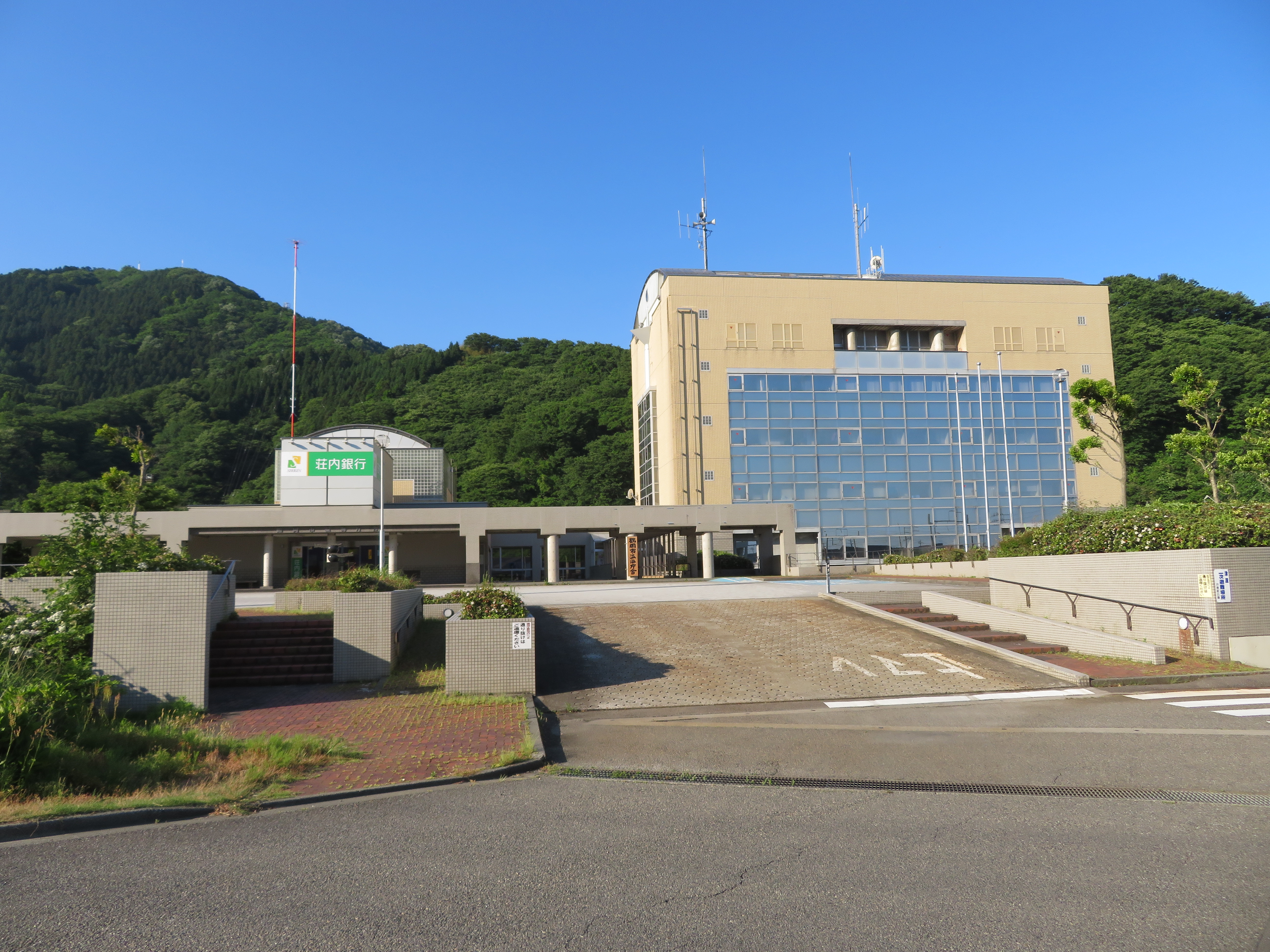
温海庁舎（旧温海町役場）

## 行政

### 旧 鶴岡市
現在の鶴岡市は平成の大合併の一環として2005年（平成17年）10月1日に新設合併により発足した市であり、1924年に市制施行され2005年に廃止された市とは異なる自治体である。旧市の概要は右記の通り。
なお、旧鶴岡市の市役所本庁は新市における市役所本庁となっている。
歴代市長
| 代             | 氏名           | 就任日                     | 退任日                     | 備考           |
| 官選旧鶴岡市長 | 官選旧鶴岡市長 | 官選旧鶴岡市長             | 官選旧鶴岡市長             | 官選旧鶴岡市長 |
| -------------- | -------------- | -------------------------- | -------------------------- | -------------- |
| 1              | 林茂政         | 1924年（大正13年）10月1日  | 1927年（昭和2年）4月14日   |                |
| 2              | 金野岩治       | 1927年（昭和2年）5月23日   | 1927年（昭和2年）9月10日   |                |
| 3              | 黒谷了太郎     | 1927年（昭和2年）11月6日   | 1930年（昭和5年）2月19日   |                |
| 4              | 熊田周八       | 1930年（昭和5年）2月20日   | 1944年（昭和19年）4月16日  |                |
| 5              | 小林鉄太郎     | 1944年（昭和19年）5月22日  | 1946年（昭和21年）3月9日   |                |
| 公選旧鶴岡市長 |                |                            |                            |                |
| 6              | 加藤精三       | 1946年（昭和21年）5月29日  | 1952年（昭和27年）9月6日   |                |
| 7              | 国井重典       | 1952年（昭和27年）10月3日  | 1953年（昭和28年）12月27日 | 死去           |
| 8              | 松木侠         | 1954年（昭和29年）2月11日  | 1962年（昭和37年）7月10日  | 死去           |
| 9              | 足達兼一郎     | 1962年（昭和37年）8月28日  | 1970年（昭和45年）8月13日  |                |
| 10             | 白井重麿       | 1970年（昭和45年）8月14日  | 1979年（昭和54年）11月1日  |                |
| 11             | 斎藤第六       | 1979年（昭和54年）12月9日  | 1991年（平成3年）12月8日   |                |
| 12             | 富塚陽一       | 1991年（平成3年）12月9日   | 2005年（平成17年）9月30日  |                |
| 鶴岡市長       |                |                            |                            |                |
| 1              | 富塚陽一       | 2005年（平成17年）10月23日 | 2009年（平成21年）10月22日 |                |
| 2・3           | 榎本政規       | 2009年（平成21年）10月23日 | 2017年（平成29年）10月22日 |                |
| 4・5           | 皆川治         | 2017年（平成29年）10月23日 |                            | 現職           |

## 議会

### 市議会
→詳細は「鶴岡市議会」を参照

### 県議会
- 選挙区：鶴岡市選挙区
- 定数：5名
- 任期：2019年（平成31年）4月30日 - 2023年（令和5年）4月29日

| 議員名     | 会派名     | 備考         |
| ---------- | ---------- | ------------ |
| 佐藤聡     | 自由民主党 |              |
| 志田英紀   | 自由民主党 |              |
| 高橋淳     | 県政クラブ | 党籍は無所属 |
| 今野美奈子 | 無所属     |              |
| 関徹       | 日本共産党 |              |

### 衆議院
衆議院議員総選挙における選挙区は山形県第3区に属している。なお、かつては山形県第4区に属していた。
- 選挙区：山形県第3区 （鶴岡市、酒田市、新庄市、最上郡、東田川郡、飽海郡）
- 任期：2024年（令和6年）10月27日 - 2028年（令和10年）10月26日（「第50回衆議院議員総選挙」参照）

| 議員名   | 党派名     | 当選回数 | 備考   |
| -------- | ---------- | -------- | ------ |
| 加藤鮎子 | 自由民主党 | 4        | 選挙区 |

## 警察
- 鶴岡警察署

## 消防
- 鶴岡市消防本部[3]

## 国の機関

### 行政
- 鶴岡税務署
- 東北森林管理局庄内森林管理署
- 東北森林管理局朝日庄内森林生態系保全センター
- 東北地方整備局酒田国道河川事務所鶴岡国道維持出張所・月山国道維持出張所
- 東北地方整備局月山ダム管理所
- 国土地理院鼠ケ関験潮場
- 山形労働局庄内労働基準監督署
- 山形労働局鶴岡公共職業安定所
- 山形地方法務局鶴岡支局
- 山形地方検察庁鶴岡支部
- 鶴岡区検察庁

### 司法
- 山形地方裁判所鶴岡支部
- 山形家庭裁判所鶴岡支部
- 鶴岡簡易裁判所

## 歴史
古代（古墳時代から平安時代まで）
- 4世紀頃、日本海側では最北に位置する古墳である、鷺畑山古墳が築かれる。
- 推古元年（593年）、蜂子皇子が由良の八乙女浦の海岸に到達し、羽黒山を開山したとされる。

中世（院政期から室町時代まで）
- 平安時代末期から鎌倉時代初期、赤川流域一帯に、皇室領（長講堂領）として大泉荘が成立。少なくとも室町時代の応永年間まで、持明院統（北朝天皇家）の所領として継承された。
- 文治5年（1189年）、武藤資頼が大泉荘の地頭に任命される。以降、武藤氏（大宝寺氏）が庄内地方で勢力を振るう。

近世（安土桃山時代から江戸時代まで）
- 元和8年（1622年）、酒井忠勝が庄内に遷封され鶴岡に居城。江戸時代には、庄内藩酒井氏の城下町として盛えた。
- 加茂港は、北前船の着く港町であり、明治以後も羽越本線開通まで新潟港へ向かう船が出ていた。

近代（明治時代から第二次世界大戦まで）
- 1868年（明治元年）7月13日 - 鶴岡城焼亡。火災は市内に延焼した[4]。
- 1869年（明治2年） - 凶作。東田川郡大泉村は旱害のため田畑作皆無。飢饉に至る[5]。
- 1889年（明治22年）4月1日 - 町村制施行により西田川郡鶴岡町が発足。
- 1919年（大正8年）7月6日 - 鶴岡駅が開業。
- 1924年（大正13年）
  - 7月31日 - 羽越本線が全通。
  - 10月1日 - 市制施行。鶴岡市となる。全国で第100番目の市制施行であった。
- 1933年（昭和8年） - 鶴岡日報社が初代「鶴岡市民歌」を選定し、市に寄贈する。
- 1938年 - 初代の市章を制定する。[6]

現代（終戦から現在まで）
- 1947年（昭和22年）8月15日 - 昭和天皇の戦後巡幸。市内の授産所、開墾地、小学校などに行幸[7]。
- 1956年（昭和31年）11月8日 - 2代目「鶴岡市民歌」（作詞・北川冬彦、作曲・中田喜直）を制定。
- 2005年（平成17年）10月1日 - 鶴岡市が東田川郡2町1村および西田川郡1町と合併して鶴岡市（2代目）が発足。また、同時に2代目の市章を制定する[8]。
- 2017年（平成29年）10月1日 - 現行の「鶴岡市民歌」（旧市を含めた場合は3代目）を制定。
- 2018年（平成30年）3月18日 - 荘銀タクト鶴岡グランドオープン。竣工は2017年8月。
- 2019年（令和元年）6月18日 - 山形県沖地震が発生。鶴岡市温海川で震度6弱を観測。観測史上初めて山形県内で震度6以上の揺れを記録した。
- 2022年（令和4年）12月31日 - 西目で山腹崩壊が発生。直下の住宅など約10棟が巻き込まれて2人が死亡、2人が負傷[9][10]。

### 行政区域の変遷
- 1889年（明治22年）4月1日 - 町村制施行により、鶴岡40町[注 1]の区域をもって西田川郡鶴岡町が発足。
- 1918年（大正7年）4月1日 - 西田川郡稲生村を編入[11]。
- 1920年（大正9年）4月1日 - 西田川郡大宝寺村を編入。
- 1924年（大正13年）10月1日 - 市制施行して鶴岡市となる。
- 1955年（昭和30年）
  - 4月1日 - 東田川郡黄金村、斎村、西田川郡湯田川村、大泉村、栄村及び京田村を編入。
  - 7月29日 - 西田川郡田川村、上郷村、豊浦村及び加茂町を編入。
- 1963年（昭和38年）9月1日 - 西田川郡大山町を編入。
- 2005年（平成17年）10月1日 - 鶴岡市が東田川郡藤島町、羽黒町、櫛引町、朝日村及び西田川郡温海町が合併し、改めて鶴岡市が発足。これにより、西田川郡が消滅。

| 所 属 郡    | 明治以前     | 明治以前             | 明治初年 - 明治22年    | 明治22年 4月1日 町村制施行 | 明治22年 - 大正9年            | 大正10年 - 昭和20年         | 昭和21年 - 昭和30年          | 昭和31年 - 昭和64年         | 平成元年 - 現在        | 現在   |
| ----------- | ------------ | -------------------- | ---------------------- | -------------------------- | ----------------------------- | --------------------------- | ---------------------------- | --------------------------- | ---------------------- | ------ |
| 西 田 川 郡 | 温海村       | 温海村               | 温海村                 | 温海村                     | 温海村                        | 昭和13年4月1日 町制 温海町  | 昭和29年12月1日 温海町       | 温海町                      | 平成17年10月1日 鶴岡市 | 鶴岡市 |
| 西 田 川 郡 | 温海村       | 温海村               | 明治14年 分立 湯温海村 | 温海村                     | 温海村                        | 昭和13年4月1日 町制 温海町  | 昭和29年12月1日 温海町       | 温海町                      | 平成17年10月1日 鶴岡市 | 鶴岡市 |
| 西 田 川 郡 | 一霞村       | 一霞村               | 一霞村                 | 温海村                     | 温海村                        | 昭和13年4月1日 町制 温海町  | 昭和29年12月1日 温海町       | 温海町                      | 平成17年10月1日 鶴岡市 | 鶴岡市 |
| 西 田 川 郡 | 五十川村     | 五十川村             | 五十川村               | 温海村                     | 温海村                        | 昭和13年4月1日 町制 温海町  | 昭和29年12月1日 温海町       | 温海町                      | 平成17年10月1日 鶴岡市 | 鶴岡市 |
| 西 田 川 郡 | 小菅野代村   | 小菅野代村           | 小菅野代村             | 温海村                     | 温海村                        | 昭和13年4月1日 町制 温海町  | 昭和29年12月1日 温海町       | 温海町                      | 平成17年10月1日 鶴岡市 | 鶴岡市 |
| 西 田 川 郡 | 蕨野村       | 蕨野村               | 明治9年 山五十川村     | 温海村                     | 明治25年10月7日 分立 山戸村   | 山戸村                      | 昭和29年12月1日 温海町       | 温海町                      | 平成17年10月1日 鶴岡市 | 鶴岡市 |
| 西 田 川 郡 | 実俣村       |                      | 明治9年 山五十川村     | 温海村                     | 明治25年10月7日 分立 山戸村   | 山戸村                      | 昭和29年12月1日 温海町       | 温海町                      | 平成17年10月1日 鶴岡市 | 鶴岡市 |
| 西 田 川 郡 | 戸沢村       | 戸沢村               | 戸沢村                 | 温海村                     | 明治25年10月7日 分立 山戸村   | 山戸村                      | 昭和29年12月1日 温海町       | 温海町                      | 平成17年10月1日 鶴岡市 | 鶴岡市 |
| 西 田 川 郡 | 木野俣村     | 木野俣村             | 木野俣村               | 福栄村                     | 福栄村                        | 福栄村                      | 昭和29年12月1日 温海町       | 温海町                      | 平成17年10月1日 鶴岡市 | 鶴岡市 |
| 西 田 川 郡 | 温海川村     | 温海川村             | 温海川村               | 福栄村                     | 福栄村                        | 福栄村                      | 昭和29年12月1日 温海町       | 温海町                      | 平成17年10月1日 鶴岡市 | 鶴岡市 |
| 西 田 川 郡 | 菅野代村     | 菅野代村             | 菅野代村               | 福栄村                     | 福栄村                        | 福栄村                      | 昭和29年12月1日 温海町       | 温海町                      | 平成17年10月1日 鶴岡市 | 鶴岡市 |
| 西 田 川 郡 | 越沢村       | 越沢村               | 越沢村                 | 福栄村                     | 福栄村                        | 福栄村                      | 昭和29年12月1日 温海町       | 温海町                      | 平成17年10月1日 鶴岡市 | 鶴岡市 |
| 西 田 川 郡 | 関川村       | 関川村               | 関川村                 | 福栄村                     | 福栄村                        | 福栄村                      | 昭和29年12月1日 温海町       | 温海町                      | 平成17年10月1日 鶴岡市 | 鶴岡市 |
| 西 田 川 郡 | 小国村       | 小国村               | 小国村                 | 福栄村                     | 福栄村                        | 福栄村                      | 昭和29年12月1日 温海町       | 温海町                      | 平成17年10月1日 鶴岡市 | 鶴岡市 |
| 西 田 川 郡 | 鼠ヶ関村     | 鼠ヶ関村             | 鼠ヶ関村               | 念珠関村                   | 念珠関村                      | 念珠関村                    | 昭和29年12月1日 温海町       | 温海町                      | 平成17年10月1日 鶴岡市 | 鶴岡市 |
| 西 田 川 郡 | 鼠ヶ関村     | 鼠ヶ関村             | 明治14年 分立 早田村   | 念珠関村                   | 念珠関村                      | 念珠関村                    | 昭和29年12月1日 温海町       | 温海町                      | 平成17年10月1日 鶴岡市 | 鶴岡市 |
| 西 田 川 郡 | 小名部村     | 小名部村             | 小名部村               | 念珠関村                   | 念珠関村                      | 念珠関村                    | 昭和29年12月1日 温海町       | 温海町                      | 平成17年10月1日 鶴岡市 | 鶴岡市 |
| 西 田 川 郡 | 小岩川村     | 小岩川村             | 小岩川村               | 念珠関村                   | 念珠関村                      | 念珠関村                    | 昭和29年12月1日 温海町       | 温海町                      | 平成17年10月1日 鶴岡市 | 鶴岡市 |
| 西 田 川 郡 | 大岩川村     | 大岩川村             | 大岩川村               | 念珠関村                   | 念珠関村                      | 念珠関村                    | 昭和29年12月1日 温海町       | 温海町                      | 平成17年10月1日 鶴岡市 | 鶴岡市 |
| 西 田 川 郡 | 槇野代村     | 槇野代村             | 槇野代村               | 念珠関村                   | 念珠関村                      | 念珠関村                    | 昭和29年12月1日 温海町       | 温海町                      | 平成17年10月1日 鶴岡市 | 鶴岡市 |
| 西 田 川 郡 | 大山村       | 大山村               | 明治9年 大山村         | 大山村                     | 明治23年6月14日 町制 大山町   | 大山町                      | 昭和30年7月29日 大山町       | 昭和38年9月1日 鶴岡市に編入 | 平成17年10月1日 鶴岡市 | 鶴岡市 |
| 西 田 川 郡 | 柳原新田村   |                      | 明治9年 大山村         | 大山村                     | 明治23年6月14日 町制 大山町   | 大山町                      | 昭和30年7月29日 大山町       | 昭和38年9月1日 鶴岡市に編入 | 平成17年10月1日 鶴岡市 | 鶴岡市 |
| 西 田 川 郡 | 砂押村       |                      | 明治9年 大山村         | 大山村                     | 明治23年6月14日 町制 大山町   | 大山町                      | 昭和30年7月29日 大山町       | 昭和38年9月1日 鶴岡市に編入 | 平成17年10月1日 鶴岡市 | 鶴岡市 |
| 西 田 川 郡 | 下興屋村     | 下興屋村             | 下興屋村               | 大山村                     | 明治23年6月14日 町制 大山町   | 大山町                      | 昭和30年7月29日 大山町       | 昭和38年9月1日 鶴岡市に編入 | 平成17年10月1日 鶴岡市 | 鶴岡市 |
| 西 田 川 郡 | 下小中村     | 下小中村             | 下小中村               | 大山村                     | 明治23年6月14日 町制 大山町   | 大山町                      | 昭和30年7月29日 大山町       | 昭和38年9月1日 鶴岡市に編入 | 平成17年10月1日 鶴岡市 | 鶴岡市 |
| 西 田 川 郡 | 上小中村     | 上小中村             | 明治9年 中楯村         | 大山村                     | 明治23年6月14日 町制 大山町   | 大山町                      | 昭和30年7月29日 大山町       | 昭和38年9月1日 鶴岡市に編入 | 平成17年10月1日 鶴岡市 | 鶴岡市 |
| 西 田 川 郡 | 谷地楯村     |                      | 明治9年 中楯村         | 大山村                     | 明治23年6月14日 町制 大山町   | 大山町                      | 昭和30年7月29日 大山町       | 昭和38年9月1日 鶴岡市に編入 | 平成17年10月1日 鶴岡市 | 鶴岡市 |
| 西 田 川 郡 | 栃屋村       | 栃屋村               | 栃屋村                 | 大山村                     | 明治23年6月14日 町制 大山町   | 大山町                      | 昭和30年7月29日 大山町       | 昭和38年9月1日 鶴岡市に編入 | 平成17年10月1日 鶴岡市 | 鶴岡市 |
| 西 田 川 郡 | 友江村       | 友江村               | 友江村                 | 大山村                     | 明治23年6月14日 町制 大山町   | 大山町                      | 昭和30年7月29日 大山町       | 昭和38年9月1日 鶴岡市に編入 | 平成17年10月1日 鶴岡市 | 鶴岡市 |
| 西 田 川 郡 | 菱津村       | 菱津村               | 菱津村                 | 大山村                     | 明治23年6月14日 町制 大山町   | 大山町                      | 昭和30年7月29日 大山町       | 昭和38年9月1日 鶴岡市に編入 | 平成17年10月1日 鶴岡市 | 鶴岡市 |
| 西 田 川 郡 | 下川村       | 下川村               | 下川村                 | 西郷村                     | 西郷村                        | 西郷村                      | 昭和30年7月29日 大山町       | 昭和38年9月1日 鶴岡市に編入 | 平成17年10月1日 鶴岡市 | 鶴岡市 |
| 西 田 川 郡 | 馬町村       | 馬町村               | 馬町村                 | 西郷村                     | 西郷村                        | 西郷村                      | 昭和30年7月29日 大山町       | 昭和38年9月1日 鶴岡市に編入 | 平成17年10月1日 鶴岡市 | 鶴岡市 |
| 西 田 川 郡 | 長崎村       | 長崎村               | 長崎村                 | 西郷村                     | 西郷村                        | 西郷村                      | 昭和30年7月29日 大山町       | 昭和38年9月1日 鶴岡市に編入 | 平成17年10月1日 鶴岡市 | 鶴岡市 |
| 西 田 川 郡 | 辻興屋村     | 辻興屋村             | 辻興屋村               | 西郷村                     | 西郷村                        | 西郷村                      | 昭和30年7月29日 大山町       | 昭和38年9月1日 鶴岡市に編入 | 平成17年10月1日 鶴岡市 | 鶴岡市 |
| 西 田 川 郡 | 面野山村     | 面野山村             | 面野山村               | 西郷村                     | 西郷村                        | 西郷村                      | 昭和30年7月29日 大山町       | 昭和38年9月1日 鶴岡市に編入 | 平成17年10月1日 鶴岡市 | 鶴岡市 |
| 西 田 川 郡 | 千安京田村   | 千安京田村           | 千安京田村             | 西郷村                     | 西郷村                        | 西郷村                      | 昭和30年7月29日 大山町       | 昭和38年9月1日 鶴岡市に編入 | 平成17年10月1日 鶴岡市 | 鶴岡市 |
| 西 田 川 郡 | 西沼村       | 西沼村               | 西沼村                 | 西郷村                     | 西郷村                        | 西郷村                      | 昭和30年7月29日 大山町       | 昭和38年9月1日 鶴岡市に編入 | 平成17年10月1日 鶴岡市 | 鶴岡市 |
| 西 田 川 郡 | 茨新田村     | 茨新田村             | 明治9年 茨新田村       | 西郷村                     | 西郷村                        | 西郷村                      | 昭和30年7月29日 大山町       | 昭和38年9月1日 鶴岡市に編入 | 平成17年10月1日 鶴岡市 | 鶴岡市 |
| 西 田 川 郡 | 西茅原村     |                      | 明治9年 茨新田村       | 西郷村                     | 西郷村                        | 西郷村                      | 昭和30年7月29日 大山町       | 昭和38年9月1日 鶴岡市に編入 | 平成17年10月1日 鶴岡市 | 鶴岡市 |
| 西 田 川 郡 | 大宝寺村     | 大宝寺村             | 大宝寺村               | 大宝寺村                   | 大正9年4月1日 鶴岡町に編入    | 大正13年10月1日 市制 鶴岡市 | 鶴岡市                       | 鶴岡市                      | 平成17年10月1日 鶴岡市 | 鶴岡市 |
| 西 田 川 郡 | 新潟村       | 新潟村               | 新潟村                 | 大宝寺村                   | 大正9年4月1日 鶴岡町に編入    | 大正13年10月1日 市制 鶴岡市 | 鶴岡市                       | 鶴岡市                      | 平成17年10月1日 鶴岡市 | 鶴岡市 |
| 西 田 川 郡 | 茅原村       | 茅原村               | 茅原村                 | 大宝寺村                   | 大正9年4月1日 鶴岡町に編入    | 大正13年10月1日 市制 鶴岡市 | 鶴岡市                       | 鶴岡市                      | 平成17年10月1日 鶴岡市 | 鶴岡市 |
| 西 田 川 郡 | 道形村       | 道形村               | 道形村                 | 大宝寺村                   | 大正9年4月1日 鶴岡町に編入    | 大正13年10月1日 市制 鶴岡市 | 鶴岡市                       | 鶴岡市                      | 平成17年10月1日 鶴岡市 | 鶴岡市 |
| 西 田 川 郡 | 文下村       | 文下村               | 文下村                 | 大宝寺村                   | 大正9年4月1日 鶴岡町に編入    | 大正13年10月1日 市制 鶴岡市 | 鶴岡市                       | 鶴岡市                      | 平成17年10月1日 鶴岡市 | 鶴岡市 |
| 西 田 川 郡 | 斎藤興屋村   | 斎藤興屋村           | 明治9年 新斎部村       | 大宝寺村                   | 大正9年4月1日 鶴岡町に編入    | 大正13年10月1日 市制 鶴岡市 | 鶴岡市                       | 鶴岡市                      | 平成17年10月1日 鶴岡市 | 鶴岡市 |
| 西 田 川 郡 | 大部京田村   |                      | 明治9年 新斎部村       | 大宝寺村                   | 大正9年4月1日 鶴岡町に編入    | 大正13年10月1日 市制 鶴岡市 | 鶴岡市                       | 鶴岡市                      | 平成17年10月1日 鶴岡市 | 鶴岡市 |
| 西 田 川 郡 | 新町村       |                      | 明治9年 新斎部村       | 大宝寺村                   | 大正9年4月1日 鶴岡町に編入    | 大正13年10月1日 市制 鶴岡市 | 鶴岡市                       | 鶴岡市                      | 平成17年10月1日 鶴岡市 | 鶴岡市 |
| 西 田 川 郡 | 鶴岡城下各町 | 万年橋               | 明治9年 新斎部村       | 大宝寺村                   | 大正9年4月1日 鶴岡町に編入    | 大正13年10月1日 市制 鶴岡市 | 鶴岡市                       | 鶴岡市                      | 平成17年10月1日 鶴岡市 | 鶴岡市 |
| 西 田 川 郡 | 鶴岡城下各町 | 万年橋を除く         | 鶴岡城下各町           | 鶴岡町                     | 鶴岡町                        | 大正13年10月1日 市制 鶴岡市 | 鶴岡市                       | 鶴岡市                      | 平成17年10月1日 鶴岡市 | 鶴岡市 |
| 西 田 川 郡 | 八日町村     | 八日町村             | 八日町村               | 稲生村                     | 大正7年4月1日 鶴岡町に編入    | 大正13年10月1日 市制 鶴岡市 | 鶴岡市                       | 鶴岡市                      | 平成17年10月1日 鶴岡市 | 鶴岡市 |
| 西 田 川 郡 | 番田村       | 番田村               | 番田村                 | 稲生村                     | 大正7年4月1日 鶴岡町に編入    | 大正13年10月1日 市制 鶴岡市 | 鶴岡市                       | 鶴岡市                      | 平成17年10月1日 鶴岡市 | 鶴岡市 |
| 西 田 川 郡 | 小真木村     | 小真木村             | 明治9年 日枝村         | 稲生村                     | 大正7年4月1日 鶴岡町に編入    | 大正13年10月1日 市制 鶴岡市 | 鶴岡市                       | 鶴岡市                      | 平成17年10月1日 鶴岡市 | 鶴岡市 |
| 西 田 川 郡 | 海老島村     |                      | 明治9年 日枝村         | 稲生村                     | 大正7年4月1日 鶴岡町に編入    | 大正13年10月1日 市制 鶴岡市 | 鶴岡市                       | 鶴岡市                      | 平成17年10月1日 鶴岡市 | 鶴岡市 |
| 西 田 川 郡 | 柳田村       | 柳田村               | 柳田村                 | 稲生村                     | 大正7年4月1日 鶴岡町に編入    | 大正13年10月1日 市制 鶴岡市 | 鶴岡市                       | 鶴岡市                      | 平成17年10月1日 鶴岡市 | 鶴岡市 |
| 西 田 川 郡 | 島村         | 島村                 | 島村                   | 稲生村                     | 大正7年4月1日 鶴岡町に編入    | 大正13年10月1日 市制 鶴岡市 | 鶴岡市                       | 鶴岡市                      | 平成17年10月1日 鶴岡市 | 鶴岡市 |
| 西 田 川 郡 | 加茂村       | 加茂村               | 加茂村                 | 加茂村                     | 明治23年10月27日 町制 加茂町  | 加茂町                      | 昭和30年7月29日 鶴岡市に編入 | 鶴岡市                      | 平成17年10月1日 鶴岡市 | 鶴岡市 |
| 西 田 川 郡 | 今泉村       | 今泉村               | 今泉村                 | 加茂村                     | 明治23年10月27日 町制 加茂町  | 加茂町                      | 昭和30年7月29日 鶴岡市に編入 | 鶴岡市                      | 平成17年10月1日 鶴岡市 | 鶴岡市 |
| 西 田 川 郡 | 湯野浜村     | 湯野浜村             | 湯野浜村               | 加茂村                     | 明治23年10月27日 町制 加茂町  | 加茂町                      | 昭和30年7月29日 鶴岡市に編入 | 鶴岡市                      | 平成17年10月1日 鶴岡市 | 鶴岡市 |
| 西 田 川 郡 | 金沢村       | 金沢村               | 金沢村                 | 加茂村                     | 明治23年10月27日 町制 加茂町  | 加茂町                      | 昭和30年7月29日 鶴岡市に編入 | 鶴岡市                      | 平成17年10月1日 鶴岡市 | 鶴岡市 |
| 西 田 川 郡 | 油戸村       | 油戸村               | 油戸村                 | 加茂村                     | 明治23年10月27日 町制 加茂町  | 加茂町                      | 昭和30年7月29日 鶴岡市に編入 | 鶴岡市                      | 平成17年10月1日 鶴岡市 | 鶴岡市 |
| 西 田 川 郡 |              | 明治初年 起立 宮沢村 |                        | 加茂村                     | 明治23年10月27日 町制 加茂町  | 加茂町                      | 昭和30年7月29日 鶴岡市に編入 | 鶴岡市                      | 平成17年10月1日 鶴岡市 | 鶴岡市 |
| 西 田 川 郡 | 三瀬村       | 三瀬村               | 三瀬村                 | 豊浦村                     | 豊浦村                        | 豊浦村                      | 昭和30年7月29日 鶴岡市に編入 | 鶴岡市                      | 平成17年10月1日 鶴岡市 | 鶴岡市 |
| 西 田 川 郡 | 小波渡村     | 小波渡村             | 小波渡村               | 豊浦村                     | 豊浦村                        | 豊浦村                      | 昭和30年7月29日 鶴岡市に編入 | 鶴岡市                      | 平成17年10月1日 鶴岡市 | 鶴岡市 |
| 西 田 川 郡 | 堅苔沢村     | 堅苔沢村             | 堅苔沢村               | 豊浦村                     | 豊浦村                        | 豊浦村                      | 昭和30年7月29日 鶴岡市に編入 | 鶴岡市                      | 平成17年10月1日 鶴岡市 | 鶴岡市 |
| 西 田 川 郡 | 由良村       | 由良村               | 由良村                 | 豊浦村                     | 豊浦村                        | 豊浦村                      | 昭和30年7月29日 鶴岡市に編入 | 鶴岡市                      | 平成17年10月1日 鶴岡市 | 鶴岡市 |
| 西 田 川 郡 | 大谷村       | 大谷村               | 明治9年 大広村         | 上郷村                     | 上郷村                        | 上郷村                      | 昭和30年7月29日 鶴岡市に編入 | 鶴岡市                      | 平成17年10月1日 鶴岡市 | 鶴岡市 |
| 西 田 川 郡 | 広浜村       |                      | 明治9年 大広村         | 上郷村                     | 上郷村                        | 上郷村                      | 昭和30年7月29日 鶴岡市に編入 | 鶴岡市                      | 平成17年10月1日 鶴岡市 | 鶴岡市 |
| 西 田 川 郡 | 中沢村       | 中沢村               | 中沢村                 | 上郷村                     | 上郷村                        | 上郷村                      | 昭和30年7月29日 鶴岡市に編入 | 鶴岡市                      | 平成17年10月1日 鶴岡市 | 鶴岡市 |
| 西 田 川 郡 | 片貝村       | 片貝村               | 明治9年 改称 矢引村    | 上郷村                     | 上郷村                        | 上郷村                      | 昭和30年7月29日 鶴岡市に編入 | 鶴岡市                      | 平成17年10月1日 鶴岡市 | 鶴岡市 |
| 西 田 川 郡 | 大戸村       | 大戸村               | 明治9年 大荒村         | 上郷村                     | 上郷村                        | 上郷村                      | 昭和30年7月29日 鶴岡市に編入 | 鶴岡市                      | 平成17年10月1日 鶴岡市 | 鶴岡市 |
| 西 田 川 郡 | 荒沢村       |                      | 明治9年 大荒村         | 上郷村                     | 上郷村                        | 上郷村                      | 昭和30年7月29日 鶴岡市に編入 | 鶴岡市                      | 平成17年10月1日 鶴岡市 | 鶴岡市 |
| 西 田 川 郡 | 上京田村     | 上京田村             | 明治9年 西目村         | 上郷村                     | 上郷村                        | 上郷村                      | 昭和30年7月29日 鶴岡市に編入 | 鶴岡市                      | 平成17年10月1日 鶴岡市 | 鶴岡市 |
| 西 田 川 郡 | 金山村       |                      | 明治9年 西目村         | 上郷村                     | 上郷村                        | 上郷村                      | 昭和30年7月29日 鶴岡市に編入 | 鶴岡市                      | 平成17年10月1日 鶴岡市 | 鶴岡市 |
| 西 田 川 郡 | 山口村       |                      | 明治9年 西目村         | 上郷村                     | 上郷村                        | 上郷村                      | 昭和30年7月29日 鶴岡市に編入 | 鶴岡市                      | 平成17年10月1日 鶴岡市 | 鶴岡市 |
| 西 田 川 郡 | 竹野浦村     |                      | 明治9年 西目村         | 上郷村                     | 上郷村                        | 上郷村                      | 昭和30年7月29日 鶴岡市に編入 | 鶴岡市                      | 平成17年10月1日 鶴岡市 | 鶴岡市 |
| 西 田 川 郡 | 草井谷村     |                      | 明治9年 西目村         | 上郷村                     | 上郷村                        | 上郷村                      | 昭和30年7月29日 鶴岡市に編入 | 鶴岡市                      | 平成17年10月1日 鶴岡市 | 鶴岡市 |
| 西 田 川 郡 | 水沢村       | 水沢村               | 水沢村                 | 上郷村                     | 上郷村                        | 上郷村                      | 昭和30年7月29日 鶴岡市に編入 | 鶴岡市                      | 平成17年10月1日 鶴岡市 | 鶴岡市 |
| 西 田 川 郡 | 中山村       | 中山村               | 中山村                 | 上郷村                     | 上郷村                        | 上郷村                      | 昭和30年7月29日 鶴岡市に編入 | 鶴岡市                      | 平成17年10月1日 鶴岡市 | 鶴岡市 |
| 西 田 川 郡 | 田川村       | 田川村               | 田川村                 | 田川村                     | 田川村                        | 田川村                      | 昭和30年7月29日 鶴岡市に編入 | 鶴岡市                      | 平成17年10月1日 鶴岡市 | 鶴岡市 |
| 西 田 川 郡 | 少連寺村     | 少連寺村             | 少連寺村               | 田川村                     | 田川村                        | 田川村                      | 昭和30年7月29日 鶴岡市に編入 | 鶴岡市                      | 平成17年10月1日 鶴岡市 | 鶴岡市 |
| 西 田 川 郡 | 砂谷村       | 砂谷村               | 明治9年 砂谷村         | 田川村                     | 田川村                        | 田川村                      | 昭和30年7月29日 鶴岡市に編入 | 鶴岡市                      | 平成17年10月1日 鶴岡市 | 鶴岡市 |
| 西 田 川 郡 | 長滝村       |                      | 明治9年 砂谷村         | 田川村                     | 田川村                        | 田川村                      | 昭和30年7月29日 鶴岡市に編入 | 鶴岡市                      | 平成17年10月1日 鶴岡市 | 鶴岡市 |
| 西 田 川 郡 | 関根村       | 関根村               | 関根村                 | 田川村                     | 田川村                        | 田川村                      | 昭和30年7月29日 鶴岡市に編入 | 鶴岡市                      | 平成17年10月1日 鶴岡市 | 鶴岡市 |
| 西 田 川 郡 | 東目村       | 東目村               | 東目村                 | 田川村                     | 田川村                        | 田川村                      | 昭和30年7月29日 鶴岡市に編入 | 鶴岡市                      | 平成17年10月1日 鶴岡市 | 鶴岡市 |
| 西 田 川 郡 | 坂野下村     | 坂野下村             | 坂野下村               | 田川村                     | 田川村                        | 田川村                      | 昭和30年7月29日 鶴岡市に編入 | 鶴岡市                      | 平成17年10月1日 鶴岡市 | 鶴岡市 |
| 西 田 川 郡 | 大机村       | 大机村               | 大机村                 | 田川村                     | 田川村                        | 田川村                      | 昭和30年7月29日 鶴岡市に編入 | 鶴岡市                      | 平成17年10月1日 鶴岡市 | 鶴岡市 |
| 西 田 川 郡 | 田川湯村     | 田川湯村             | 明治9年 田川湯村       | 田川村                     | 明治25年10月7日 分立 湯田川村 | 湯田川村                    | 昭和30年4月1日 鶴岡市に編入  | 鶴岡市                      | 平成17年10月1日 鶴岡市 | 鶴岡市 |
| 西 田 川 郡 | 山谷村       |                      | 明治9年 田川湯村       | 田川村                     | 明治25年10月7日 分立 湯田川村 | 湯田川村                    | 昭和30年4月1日 鶴岡市に編入  | 鶴岡市                      | 平成17年10月1日 鶴岡市 | 鶴岡市 |
| 西 田 川 郡 | 藤沢村       | 藤沢村               | 藤沢村                 | 田川村                     | 明治25年10月7日 分立 湯田川村 | 湯田川村                    | 昭和30年4月1日 鶴岡市に編入  | 鶴岡市                      | 平成17年10月1日 鶴岡市 | 鶴岡市 |
| 西 田 川 郡 | 荒井京田村   | 荒井京田村           | 荒井京田村             | 京田村                     | 京田村                        | 京田村                      | 昭和30年4月1日 鶴岡市に編入  | 鶴岡市                      | 平成17年10月1日 鶴岡市 | 鶴岡市 |
| 西 田 川 郡 | 覚岸寺村     | 覚岸寺村             | 覚岸寺村               | 京田村                     | 京田村                        | 京田村                      | 昭和30年4月1日 鶴岡市に編入  | 鶴岡市                      | 平成17年10月1日 鶴岡市 | 鶴岡市 |
| 西 田 川 郡 | 北京田村     | 北京田村             | 北京田村               | 京田村                     | 京田村                        | 京田村                      | 昭和30年4月1日 鶴岡市に編入  | 鶴岡市                      | 平成17年10月1日 鶴岡市 | 鶴岡市 |
| 西 田 川 郡 | 高田麦村     | 高田麦村             | 明治9年 改称 高田村    | 京田村                     | 京田村                        | 京田村                      | 昭和30年4月1日 鶴岡市に編入  | 鶴岡市                      | 平成17年10月1日 鶴岡市 | 鶴岡市 |
| 西 田 川 郡 | 西京田村     | 西京田村             | 西京田村               | 京田村                     | 京田村                        | 京田村                      | 昭和30年4月1日 鶴岡市に編入  | 鶴岡市                      | 平成17年10月1日 鶴岡市 | 鶴岡市 |
| 西 田 川 郡 | 平京田村     | 平京田村             | 平京田村               | 京田村                     | 京田村                        | 京田村                      | 昭和30年4月1日 鶴岡市に編入  | 鶴岡市                      | 平成17年10月1日 鶴岡市 | 鶴岡市 |
| 西 田 川 郡 | 中野京田村   | 中野京田村           | 中野京田村             | 京田村                     | 京田村                        | 京田村                      | 昭和30年4月1日 鶴岡市に編入  | 鶴岡市                      | 平成17年10月1日 鶴岡市 | 鶴岡市 |
| 西 田 川 郡 | 千安村       | 千安村               | 明治9年 安丹村         | 京田村                     | 京田村                        | 京田村                      | 昭和30年4月1日 鶴岡市に編入  | 鶴岡市                      | 平成17年10月1日 鶴岡市 | 鶴岡市 |
| 西 田 川 郡 | 丹波興屋村   |                      | 明治9年 安丹村         | 京田村                     | 京田村                        | 京田村                      | 昭和30年4月1日 鶴岡市に編入  | 鶴岡市                      | 平成17年10月1日 鶴岡市 | 鶴岡市 |
| 西 田 川 郡 | 林崎村       | 林崎村               | 林崎村                 | 京田村                     | 京田村                        | 京田村                      | 昭和30年4月1日 鶴岡市に編入  | 鶴岡市                      | 平成17年10月1日 鶴岡市 | 鶴岡市 |
| 西 田 川 郡 | 野興屋村     | 野興屋村             | 明治9年 豊田村         | 京田村                     | 京田村                        | 京田村                      | 昭和30年4月1日 鶴岡市に編入  | 鶴岡市                      | 平成17年10月1日 鶴岡市 | 鶴岡市 |
| 西 田 川 郡 | 漆島村       |                      | 明治9年 豊田村         | 京田村                     | 京田村                        | 京田村                      | 昭和30年4月1日 鶴岡市に編入  | 鶴岡市                      | 平成17年10月1日 鶴岡市 | 鶴岡市 |
| 西 田 川 郡 | 阿部興屋村   | 阿部興屋村           | 明治9年 福田村         | 京田村                     | 京田村                        | 京田村                      | 昭和30年4月1日 鶴岡市に編入  | 鶴岡市                      | 平成17年10月1日 鶴岡市 | 鶴岡市 |
| 西 田 川 郡 | 論田村       |                      | 明治9年 福田村         | 京田村                     | 京田村                        | 京田村                      | 昭和30年4月1日 鶴岡市に編入  | 鶴岡市                      | 平成17年10月1日 鶴岡市 | 鶴岡市 |
| 西 田 川 郡 | 小京田村     | 小京田村             | 小京田村               | 栄村                       | 栄村                          | 栄村                        | 昭和30年4月1日 鶴岡市に編入  | 鶴岡市                      | 平成17年10月1日 鶴岡市 | 鶴岡市 |
| 西 田 川 郡 | 本郷村       | 本郷村               | 明治9年 改称 本田村    | 栄村                       | 栄村                          | 栄村                        | 昭和30年4月1日 鶴岡市に編入  | 鶴岡市                      | 平成17年10月1日 鶴岡市 | 鶴岡市 |
| 西 田 川 郡 | 播磨京田村   | 播磨京田村           | 明治9年 播磨村         | 栄村                       | 栄村                          | 栄村                        | 昭和30年4月1日 鶴岡市に編入  | 鶴岡市                      | 平成17年10月1日 鶴岡市 | 鶴岡市 |
| 西 田 川 郡 | 野中新田村   |                      | 明治9年 播磨村         | 栄村                       | 栄村                          | 栄村                        | 昭和30年4月1日 鶴岡市に編入  | 鶴岡市                      | 平成17年10月1日 鶴岡市 | 鶴岡市 |
| 西 田 川 郡 | 中京田村     | 中京田村             | 中京田村               | 栄村                       | 栄村                          | 栄村                        | 昭和30年4月1日 鶴岡市に編入  | 鶴岡市                      | 平成17年10月1日 鶴岡市 | 鶴岡市 |
| 西 田 川 郡 | 菖蒲沼村     | 菖蒲沼村             | 明治9年 平田村         | 栄村                       | 栄村                          | 栄村                        | 昭和30年4月1日 鶴岡市に編入  | 鶴岡市                      | 平成17年10月1日 鶴岡市 | 鶴岡市 |
| 西 田 川 郡 | 新興屋村     |                      | 明治9年 平田村         | 栄村                       | 栄村                          | 栄村                        | 昭和30年4月1日 鶴岡市に編入  | 鶴岡市                      | 平成17年10月1日 鶴岡市 | 鶴岡市 |
| 西 田 川 郡 | 湯野沢村     | 湯野沢村             | 湯野沢村               | 栄村                       | 栄村                          | 栄村                        | 昭和30年4月1日 鶴岡市に編入  | 鶴岡市                      | 平成17年10月1日 鶴岡市 | 鶴岡市 |
| 西 田 川 郡 | 白山林村     | 白山林村             | 明治9年 白山林村       | 大泉村                     | 大泉村                        | 大泉村                      | 昭和30年4月1日 鶴岡市に編入  | 鶴岡市                      | 平成17年10月1日 鶴岡市 | 鶴岡市 |
| 西 田 川 郡 | 興屋村       |                      | 明治9年 白山林村       | 大泉村                     | 大泉村                        | 大泉村                      | 昭和30年4月1日 鶴岡市に編入  | 鶴岡市                      | 平成17年10月1日 鶴岡市 | 鶴岡市 |
| 西 田 川 郡 | 木村新田村   |                      | 明治9年 白山林村       | 大泉村                     | 大泉村                        | 大泉村                      | 昭和30年4月1日 鶴岡市に編入  | 鶴岡市                      | 平成17年10月1日 鶴岡市 | 鶴岡市 |
| 西 田 川 郡 | 森片村       | 森片村               | 森片村                 | 大泉村                     | 大泉村                        | 大泉村                      | 昭和30年4月1日 鶴岡市に編入  | 鶴岡市                      | 平成17年10月1日 鶴岡市 | 鶴岡市 |
| 西 田 川 郡 | 下清水村     | 下清水村             | 下清水村               | 大泉村                     | 大泉村                        | 大泉村                      | 昭和30年4月1日 鶴岡市に編入  | 鶴岡市                      | 平成17年10月1日 鶴岡市 | 鶴岡市 |
| 西 田 川 郡 | 矢馳村       | 矢馳村               | 矢馳村                 | 大泉村                     | 大泉村                        | 大泉村                      | 昭和30年4月1日 鶴岡市に編入  | 鶴岡市                      | 平成17年10月1日 鶴岡市 | 鶴岡市 |
| 西 田 川 郡 | 山田村       | 山田村               | 山田村                 | 大泉村                     | 大泉村                        | 大泉村                      | 昭和30年4月1日 鶴岡市に編入  | 鶴岡市                      | 平成17年10月1日 鶴岡市 | 鶴岡市 |
| 西 田 川 郡 | 大淀川村     | 大淀川村             | 明治9年 大淀川村       | 大泉村                     | 大泉村                        | 大泉村                      | 昭和30年4月1日 鶴岡市に編入  | 鶴岡市                      | 平成17年10月1日 鶴岡市 | 鶴岡市 |
| 西 田 川 郡 | 長沼村       |                      | 明治9年 大淀川村       | 大泉村                     | 大泉村                        | 大泉村                      | 昭和30年4月1日 鶴岡市に編入  | 鶴岡市                      | 平成17年10月1日 鶴岡市 | 鶴岡市 |
| 西 田 川 郡 | けぬき橋村   |                      | 明治9年 大淀川村       | 大泉村                     | 大泉村                        | 大泉村                      | 昭和30年4月1日 鶴岡市に編入  | 鶴岡市                      | 平成17年10月1日 鶴岡市 | 鶴岡市 |
| 西 田 川 郡 | 三軒在家村   | 三軒在家村           | 三軒在家村             | 大泉村                     | 大泉村                        | 大泉村                      | 昭和30年4月1日 鶴岡市に編入  | 鶴岡市                      | 平成17年10月1日 鶴岡市 | 鶴岡市 |
| 西 田 川 郡 | 布目村       | 布目村               | 布目村                 | 大泉村                     | 大泉村                        | 大泉村                      | 昭和30年4月1日 鶴岡市に編入  | 鶴岡市                      | 平成17年10月1日 鶴岡市 | 鶴岡市 |
| 西 田 川 郡 | 小淀川村     | 小淀川村             | 小淀川村               | 大泉村                     | 大泉村                        | 大泉村                      | 昭和30年4月1日 鶴岡市に編入  | 鶴岡市                      | 平成17年10月1日 鶴岡市 | 鶴岡市 |
| 西 田 川 郡 | 寺田村       | 寺田村               | 寺田村                 | 大泉村                     | 大泉村                        | 大泉村                      | 昭和30年4月1日 鶴岡市に編入  | 鶴岡市                      | 平成17年10月1日 鶴岡市 | 鶴岡市 |
| 西 田 川 郡 | 井岡村       | 井岡村               | 井岡村                 | 大泉村                     | 大泉村                        | 大泉村                      | 昭和30年4月1日 鶴岡市に編入  | 鶴岡市                      | 平成17年10月1日 鶴岡市 | 鶴岡市 |
| 西 田 川 郡 | 山屋村       | 山屋村               | 明治9年 改称 岡山村    | 大泉村                     | 大泉村                        | 大泉村                      | 昭和30年4月1日 鶴岡市に編入  | 鶴岡市                      | 平成17年10月1日 鶴岡市 | 鶴岡市 |
| 西 田 川 郡 | 上清水村     | 上清水村             | 上清水村               | 大泉村                     | 大泉村                        | 大泉村                      | 昭和30年4月1日 鶴岡市に編入  | 鶴岡市                      | 平成17年10月1日 鶴岡市 | 鶴岡市 |
| 西 田 川 郡 | 清水新田村   | 清水新田村           | 清水新田村             | 大泉村                     | 大泉村                        | 大泉村                      | 昭和30年4月1日 鶴岡市に編入  | 鶴岡市                      | 平成17年10月1日 鶴岡市 | 鶴岡市 |
| 東 田 川 郡 | 勝福寺村     | 勝福寺村             | 明治9年 勝福寺村       | 斎村                       | 斎村                          | 斎村                        | 昭和30年4月1日 鶴岡市に編入  | 鶴岡市                      | 平成17年10月1日 鶴岡市 | 鶴岡市 |
| 東 田 川 郡 | 藤掛村       |                      | 明治9年 勝福寺村       | 斎村                       | 斎村                          | 斎村                        | 昭和30年4月1日 鶴岡市に編入  | 鶴岡市                      | 平成17年10月1日 鶴岡市 | 鶴岡市 |
| 東 田 川 郡 | 我老林村     | 我老林村             | 我老林村               | 斎村                       | 斎村                          | 斎村                        | 昭和30年4月1日 鶴岡市に編入  | 鶴岡市                      | 平成17年10月1日 鶴岡市 | 鶴岡市 |
| 東 田 川 郡 | 斎藤川原村   | 斎藤川原村           | 斎藤川原村             | 斎村                       | 斎村                          | 斎村                        | 昭和30年4月1日 鶴岡市に編入  | 鶴岡市                      | 平成17年10月1日 鶴岡市 | 鶴岡市 |
| 東 田 川 郡 | 伊勢横内村   | 伊勢横内村           | 伊勢横内村             | 斎村                       | 斎村                          | 斎村                        | 昭和30年4月1日 鶴岡市に編入  | 鶴岡市                      | 平成17年10月1日 鶴岡市 | 鶴岡市 |
| 東 田 川 郡 | 苗津村       | 苗津村               | 明治9年 苗津村         | 斎村                       | 斎村                          | 斎村                        | 昭和30年4月1日 鶴岡市に編入  | 鶴岡市                      | 平成17年10月1日 鶴岡市 | 鶴岡市 |
| 東 田 川 郡 | 川村         |                      | 明治9年 苗津村         | 斎村                       | 斎村                          | 斎村                        | 昭和30年4月1日 鶴岡市に編入  | 鶴岡市                      | 平成17年10月1日 鶴岡市 | 鶴岡市 |
| 東 田 川 郡 | 八ツ興屋村   | 八ツ興屋村           | 八ツ興屋村             | 斎村                       | 斎村                          | 斎村                        | 昭和30年4月1日 鶴岡市に編入  | 鶴岡市                      | 平成17年10月1日 鶴岡市 | 鶴岡市 |
| 東 田 川 郡 | 藤原村       | 藤原村               | 明治9年 遠賀原村       | 斎村                       | 斎村                          | 斎村                        | 昭和30年4月1日 鶴岡市に編入  | 鶴岡市                      | 平成17年10月1日 鶴岡市 | 鶴岡市 |
| 東 田 川 郡 | 稲荷村       |                      | 明治9年 遠賀原村       | 斎村                       | 斎村                          | 斎村                        | 昭和30年4月1日 鶴岡市に編入  | 鶴岡市                      | 平成17年10月1日 鶴岡市 | 鶴岡市 |
| 東 田 川 郡 | 下外内島村   | 下外内島村           | 明治9年 外内島村       | 斎村                       | 斎村                          | 斎村                        | 昭和30年4月1日 鶴岡市に編入  | 鶴岡市                      | 平成17年10月1日 鶴岡市 | 鶴岡市 |
| 東 田 川 郡 | 信州村       |                      | 明治9年 外内島村       | 斎村                       | 斎村                          | 斎村                        | 昭和30年4月1日 鶴岡市に編入  | 鶴岡市                      | 平成17年10月1日 鶴岡市 | 鶴岡市 |
| 東 田 川 郡 | 上外内島村   |                      | 明治9年 外内島村       | 斎村                       | 斎村                          | 斎村                        | 昭和30年4月1日 鶴岡市に編入  | 鶴岡市                      | 平成17年10月1日 鶴岡市 | 鶴岡市 |
| 東 田 川 郡 | 谷定村       | 谷定村               | 谷定村                 | 黄金村                     | 黄金村                        | 黄金村                      | 昭和30年4月1日 鶴岡市に編入  | 鶴岡市                      | 平成17年10月1日 鶴岡市 | 鶴岡市 |
| 東 田 川 郡 | 金谷村       | 金谷村               | 金谷村                 | 黄金村                     | 黄金村                        | 黄金村                      | 昭和30年4月1日 鶴岡市に編入  | 鶴岡市                      | 平成17年10月1日 鶴岡市 | 鶴岡市 |
| 東 田 川 郡 | 滝沢村       | 滝沢村               | 滝沢村                 | 黄金村                     | 黄金村                        | 黄金村                      | 昭和30年4月1日 鶴岡市に編入  | 鶴岡市                      | 平成17年10月1日 鶴岡市 | 鶴岡市 |
| 東 田 川 郡 | 青竜寺村     | 青竜寺村             | 青竜寺村               | 黄金村                     | 黄金村                        | 黄金村                      | 昭和30年4月1日 鶴岡市に編入  | 鶴岡市                      | 平成17年10月1日 鶴岡市 | 鶴岡市 |
| 東 田 川 郡 | 山谷村       | 山谷村               | 明治9年 改称 上山谷村  | 黄金村                     | 黄金村                        | 黄金村                      | 昭和30年4月1日 鶴岡市に編入  | 鶴岡市                      | 平成17年10月1日 鶴岡市 | 鶴岡市 |
| 東 田 川 郡 | 下中島村     | 下中島村             | 明治9年 中橋村         | 黄金村                     | 黄金村                        | 黄金村                      | 昭和30年4月1日 鶴岡市に編入  | 鶴岡市                      | 平成17年10月1日 鶴岡市 | 鶴岡市 |
| 東 田 川 郡 | 折橋村       |                      | 明治9年 中橋村         | 黄金村                     | 黄金村                        | 黄金村                      | 昭和30年4月1日 鶴岡市に編入  | 鶴岡市                      | 平成17年10月1日 鶴岡市 | 鶴岡市 |
| 東 田 川 郡 | 上中島村     |                      | 明治9年 中橋村         | 黄金村                     | 黄金村                        | 黄金村                      | 昭和30年4月1日 鶴岡市に編入  | 鶴岡市                      | 平成17年10月1日 鶴岡市 | 鶴岡市 |
| 東 田 川 郡 | 民田村       | 民田村               | 民田村                 | 黄金村                     | 黄金村                        | 黄金村                      | 昭和30年4月1日 鶴岡市に編入  | 鶴岡市                      | 平成17年10月1日 鶴岡市 | 鶴岡市 |
| 東 田 川 郡 | 高坂村       | 高坂村               | 明治9年 高坂村         | 黄金村                     | 黄金村                        | 黄金村                      | 昭和30年4月1日 鶴岡市に編入  | 鶴岡市                      | 平成17年10月1日 鶴岡市 | 鶴岡市 |
| 東 田 川 郡 | 赤坂村       |                      | 明治9年 高坂村         | 黄金村                     | 黄金村                        | 黄金村                      | 昭和30年4月1日 鶴岡市に編入  | 鶴岡市                      | 平成17年10月1日 鶴岡市 | 鶴岡市 |
| 東 田 川 郡 | 川口村       | 川口村               | 明治9年 寿村           | 黄金村                     | 黄金村                        | 黄金村                      | 昭和30年4月1日 鶴岡市に編入  | 鶴岡市                      | 平成17年10月1日 鶴岡市 | 鶴岡市 |
| 東 田 川 郡 | 漆原村       |                      | 明治9年 寿村           | 黄金村                     | 黄金村                        | 黄金村                      | 昭和30年4月1日 鶴岡市に編入  | 鶴岡市                      | 平成17年10月1日 鶴岡市 | 鶴岡市 |
| 東 田 川 郡 | 塩田村       | 一部                 | 明治9年 寿村           | 黄金村                     | 黄金村                        | 黄金村                      | 昭和30年4月1日 鶴岡市に編入  | 鶴岡市                      | 平成17年10月1日 鶴岡市 | 鶴岡市 |
| 東 田 川 郡 | 塩田村       | 大部分               | 明治9年 寿村           | 山添村                     | 山添村                        | 山添村                      | 昭和29年12月1日 櫛引村       | 昭和41年12月1日 町制 櫛引町 | 平成17年10月1日 鶴岡市 | 鶴岡市 |
| 東 田 川 郡 | 板井川村     | 板井川村             | 板井川村               | 山添村                     | 山添村                        | 山添村                      | 昭和29年12月1日 櫛引村       | 昭和41年12月1日 町制 櫛引町 | 平成17年10月1日 鶴岡市 | 鶴岡市 |
| 東 田 川 郡 | 片貝村       | 片貝村               | 明治9年 西片屋村       | 山添村                     | 山添村                        | 山添村                      | 昭和29年12月1日 櫛引村       | 昭和41年12月1日 町制 櫛引町 | 平成17年10月1日 鶴岡市 | 鶴岡市 |
| 東 田 川 郡 | 興屋村       |                      | 明治9年 西片屋村       | 山添村                     | 山添村                        | 山添村                      | 昭和29年12月1日 櫛引村       | 昭和41年12月1日 町制 櫛引町 | 平成17年10月1日 鶴岡市 | 鶴岡市 |
| 東 田 川 郡 | 西岩本村     |                      | 明治9年 西片屋村       | 山添村                     | 山添村                        | 山添村                      | 昭和29年12月1日 櫛引村       | 昭和41年12月1日 町制 櫛引町 | 平成17年10月1日 鶴岡市 | 鶴岡市 |
| 東 田 川 郡 | 東荒屋村     | 東荒屋村             | 東荒屋村               | 山添村                     | 山添村                        | 山添村                      | 昭和29年12月1日 櫛引村       | 昭和41年12月1日 町制 櫛引町 | 平成17年10月1日 鶴岡市 | 鶴岡市 |
| 東 田 川 郡 | 西荒屋村     | 西荒屋村             | 西荒屋村               | 山添村                     | 山添村                        | 山添村                      | 昭和29年12月1日 櫛引村       | 昭和41年12月1日 町制 櫛引町 | 平成17年10月1日 鶴岡市 | 鶴岡市 |
| 東 田 川 郡 | 中臼井村     | 中臼井村             | 明治9年 常盤木村       | 山添村                     | 山添村                        | 山添村                      | 昭和29年12月1日 櫛引村       | 昭和41年12月1日 町制 櫛引町 | 平成17年10月1日 鶴岡市 | 鶴岡市 |
| 東 田 川 郡 | 湯殿村       |                      | 明治9年 常盤木村       | 山添村                     | 山添村                        | 山添村                      | 昭和29年12月1日 櫛引村       | 昭和41年12月1日 町制 櫛引町 | 平成17年10月1日 鶴岡市 | 鶴岡市 |
| 東 田 川 郡 | 大臼井村     |                      | 明治9年 常盤木村       | 山添村                     | 山添村                        | 山添村                      | 昭和29年12月1日 櫛引村       | 昭和41年12月1日 町制 櫛引町 | 平成17年10月1日 鶴岡市 | 鶴岡市 |
| 東 田 川 郡 | 関口村       |                      | 明治9年 常盤木村       | 山添村                     | 山添村                        | 山添村                      | 昭和29年12月1日 櫛引村       | 昭和41年12月1日 町制 櫛引町 | 平成17年10月1日 鶴岡市 | 鶴岡市 |
| 東 田 川 郡 | 高橋村       |                      | 明治9年 常盤木村       | 山添村                     | 山添村                        | 山添村                      | 昭和29年12月1日 櫛引村       | 昭和41年12月1日 町制 櫛引町 | 平成17年10月1日 鶴岡市 | 鶴岡市 |
| 東 田 川 郡 | 備前村       | 備前村               | 備前村                 | 山添村                     | 山添村                        | 山添村                      | 昭和29年12月1日 櫛引村       | 昭和41年12月1日 町制 櫛引町 | 平成17年10月1日 鶴岡市 | 鶴岡市 |
| 東 田 川 郡 | 丸岡村       | 丸岡村               | 丸岡村                 | 山添村                     | 山添村                        | 山添村                      | 昭和29年12月1日 櫛引村       | 昭和41年12月1日 町制 櫛引町 | 平成17年10月1日 鶴岡市 | 鶴岡市 |
| 東 田 川 郡 | 中村         | 中村                 | 明治9年 改称 中田村    | 山添村                     | 山添村                        | 山添村                      | 昭和29年12月1日 櫛引村       | 昭和41年12月1日 町制 櫛引町 | 平成17年10月1日 鶴岡市 | 鶴岡市 |
| 東 田 川 郡 | 上桂俣村     | 上桂俣村             | 明治9年 桂荒俣村       | 山添村                     | 山添村                        | 山添村                      | 昭和29年12月1日 櫛引村       | 昭和41年12月1日 町制 櫛引町 | 平成17年10月1日 鶴岡市 | 鶴岡市 |
| 東 田 川 郡 | 下桂俣村     |                      | 明治9年 桂荒俣村       | 山添村                     | 山添村                        | 山添村                      | 昭和29年12月1日 櫛引村       | 昭和41年12月1日 町制 櫛引町 | 平成17年10月1日 鶴岡市 | 鶴岡市 |
| 東 田 川 郡 | 備前荒屋敷村 |                      | 明治9年 桂荒俣村       | 山添村                     | 山添村                        | 山添村                      | 昭和29年12月1日 櫛引村       | 昭和41年12月1日 町制 櫛引町 | 平成17年10月1日 鶴岡市 | 鶴岡市 |
| 東 田 川 郡 | 上山添村     | 上山添村             | 上山添村               | 山添村                     | 山添村                        | 山添村                      | 昭和29年12月1日 櫛引村       | 昭和41年12月1日 町制 櫛引町 | 平成17年10月1日 鶴岡市 | 鶴岡市 |
| 東 田 川 郡 | 下山添村     | 下山添村             | 下山添村               | 山添村                     | 山添村                        | 山添村                      | 昭和29年12月1日 櫛引村       | 昭和41年12月1日 町制 櫛引町 | 平成17年10月1日 鶴岡市 | 鶴岡市 |
| 東 田 川 郡 | 鳥飼島村     | 鳥飼島村             | 鳥飼島村               | 山添村                     | 山添村                        | 山添村                      | 昭和29年12月1日 櫛引村       | 昭和41年12月1日 町制 櫛引町 | 平成17年10月1日 鶴岡市 | 鶴岡市 |
| 東 田 川 郡 | 黒川村       | 黒川村               | 黒川村                 | 黒川村                     | 黒川村                        | 黒川村                      | 昭和29年12月1日 櫛引村       | 昭和41年12月1日 町制 櫛引町 | 平成17年10月1日 鶴岡市 | 鶴岡市 |
| 東 田 川 郡 | 宝谷村       | 宝谷村               | 宝谷村                 | 黒川村                     | 黒川村                        | 黒川村                      | 昭和29年12月1日 櫛引村       | 昭和41年12月1日 町制 櫛引町 | 平成17年10月1日 鶴岡市 | 鶴岡市 |
| 東 田 川 郡 | たらのき代村 | たらのき代村         | たらのき代村           | 黒川村                     | 黒川村                        | 黒川村                      | 昭和29年12月1日 櫛引村       | 昭和41年12月1日 町制 櫛引町 | 平成17年10月1日 鶴岡市 | 鶴岡市 |
| 東 田 川 郡 | 田代村       | 田代村               | 田代村                 | 黒川村                     | 黒川村                        | 黒川村                      | 昭和29年12月1日 櫛引村       | 昭和41年12月1日 町制 櫛引町 | 平成17年10月1日 鶴岡市 | 鶴岡市 |
| 東 田 川 郡 | 松根村       | 松根村               | 松根村                 | 黒川村                     | 黒川村                        | 黒川村                      | 昭和29年12月1日 櫛引村       | 昭和41年12月1日 町制 櫛引町 | 平成17年10月1日 鶴岡市 | 鶴岡市 |
| 東 田 川 郡 | 馬渡村       | 上                   | 馬渡村                 | 黒川村                     | 黒川村                        | 黒川村                      | 昭和29年12月1日 櫛引村       | 昭和41年12月1日 町制 櫛引町 | 平成17年10月1日 鶴岡市 | 鶴岡市 |
| 東 田 川 郡 | 馬渡村       | 下                   | 馬渡村                 | 広瀬村                     | 広瀬村                        | 広瀬村                      | 昭和30年2月1日 羽黒町        | 羽黒町                      | 平成17年10月1日 鶴岡市 | 鶴岡市 |
| 東 田 川 郡 | 上野新田村   | 上野新田村           | 上野新田村             | 広瀬村                     | 広瀬村                        | 広瀬村                      | 昭和30年2月1日 羽黒町        | 羽黒町                      | 平成17年10月1日 鶴岡市 | 鶴岡市 |
| 東 田 川 郡 | 猪俣新田村   | 猪俣新田村           | 猪俣新田村             | 広瀬村                     | 広瀬村                        | 広瀬村                      | 昭和30年2月1日 羽黒町        | 羽黒町                      | 平成17年10月1日 鶴岡市 | 鶴岡市 |
| 東 田 川 郡 | 高寺村       | 高寺村               | 高寺村                 | 広瀬村                     | 広瀬村                        | 広瀬村                      | 昭和30年2月1日 羽黒町        | 羽黒町                      | 平成17年10月1日 鶴岡市 | 鶴岡市 |
| 東 田 川 郡 | 後田村       | 後田村               | 明治9年 後田村         | 広瀬村                     | 広瀬村                        | 広瀬村                      | 昭和30年2月1日 羽黒町        | 羽黒町                      | 平成17年10月1日 鶴岡市 | 鶴岡市 |
| 東 田 川 郡 | 中島村       |                      | 明治9年 後田村         | 広瀬村                     | 広瀬村                        | 広瀬村                      | 昭和30年2月1日 羽黒町        | 羽黒町                      | 平成17年10月1日 鶴岡市 | 鶴岡市 |
| 東 田 川 郡 | 松尾村       | 松尾村               | 明治9年 松尾村         | 広瀬村                     | 広瀬村                        | 広瀬村                      | 昭和30年2月1日 羽黒町        | 羽黒町                      | 平成17年10月1日 鶴岡市 | 鶴岡市 |
| 東 田 川 郡 | 西川原村     |                      | 明治9年 松尾村         | 広瀬村                     | 広瀬村                        | 広瀬村                      | 昭和30年2月1日 羽黒町        | 羽黒町                      | 平成17年10月1日 鶴岡市 | 鶴岡市 |
| 東 田 川 郡 | 東川原村     |                      | 明治9年 松尾村         | 広瀬村                     | 広瀬村                        | 広瀬村                      | 昭和30年2月1日 羽黒町        | 羽黒町                      | 平成17年10月1日 鶴岡市 | 鶴岡市 |
| 東 田 川 郡 | 赤川村       | 赤川村               | 赤川村                 | 広瀬村                     | 広瀬村                        | 広瀬村                      | 昭和30年2月1日 羽黒町        | 羽黒町                      | 平成17年10月1日 鶴岡市 | 鶴岡市 |
| 東 田 川 郡 | 細谷村       | 細谷村               | 明治9年 細谷村         | 広瀬村                     | 広瀬村                        | 広瀬村                      | 昭和30年2月1日 羽黒町        | 羽黒町                      | 平成17年10月1日 鶴岡市 | 鶴岡市 |
| 東 田 川 郡 | 押口村       |                      | 明治9年 細谷村         | 広瀬村                     | 広瀬村                        | 広瀬村                      | 昭和30年2月1日 羽黒町        | 羽黒町                      | 平成17年10月1日 鶴岡市 | 鶴岡市 |
| 東 田 川 郡 | 三ツ橋村     | 三ツ橋村             | 三ツ橋村               | 広瀬村                     | 広瀬村                        | 広瀬村                      | 昭和30年2月1日 羽黒町        | 羽黒町                      | 平成17年10月1日 鶴岡市 | 鶴岡市 |
| 東 田 川 郡 | 狩谷野目村   | 狩谷野目村           | 狩谷野目村             | 広瀬村                     | 広瀬村                        | 広瀬村                      | 昭和30年2月1日 羽黒町        | 羽黒町                      | 平成17年10月1日 鶴岡市 | 鶴岡市 |
| 東 田 川 郡 | 石野新田村   | 石野新田村           | 石野新田村             | 広瀬村                     | 広瀬村                        | 広瀬村                      | 昭和30年2月1日 羽黒町        | 羽黒町                      | 平成17年10月1日 鶴岡市 | 鶴岡市 |
| 東 田 川 郡 | 富沢村       | 富沢村               | 富沢村                 | 広瀬村                     | 広瀬村                        | 広瀬村                      | 昭和30年2月1日 羽黒町        | 羽黒町                      | 平成17年10月1日 鶴岡市 | 鶴岡市 |
| 東 田 川 郡 | 昼田村       | 昼田村               | 昼田村                 | 広瀬村                     | 広瀬村                        | 広瀬村                      | 昭和30年2月1日 羽黒町        | 羽黒町                      | 平成17年10月1日 鶴岡市 | 鶴岡市 |
| 東 田 川 郡 | 仙道村       | 仙道村               | 仙道村                 | 泉村                       | 泉村                          | 泉村                        | 昭和30年2月1日 羽黒町        | 羽黒町                      | 平成17年10月1日 鶴岡市 | 鶴岡市 |
| 東 田 川 郡 | 野田村       | 野田村               | 野田村                 | 泉村                       | 泉村                          | 泉村                        | 昭和30年2月1日 羽黒町        | 羽黒町                      | 平成17年10月1日 鶴岡市 | 鶴岡市 |
| 東 田 川 郡 | 増川新田村   | 増川新田村           | 増川新田村             | 泉村                       | 泉村                          | 泉村                        | 昭和30年2月1日 羽黒町        | 羽黒町                      | 平成17年10月1日 鶴岡市 | 鶴岡市 |
| 東 田 川 郡 | 川代村       | 川代村               | 明治9年 川代村         | 泉村                       | 泉村                          | 泉村                        | 昭和30年2月1日 羽黒町        | 羽黒町                      | 平成17年10月1日 鶴岡市 | 鶴岡市 |
| 東 田 川 郡 | 真木坂村     |                      | 明治9年 川代村         | 泉村                       | 泉村                          | 泉村                        | 昭和30年2月1日 羽黒町        | 羽黒町                      | 平成17年10月1日 鶴岡市 | 鶴岡市 |
| 東 田 川 郡 | 国見村       | 国見村               | 明治9年 玉川村         | 泉村                       | 泉村                          | 泉村                        | 昭和30年2月1日 羽黒町        | 羽黒町                      | 平成17年10月1日 鶴岡市 | 鶴岡市 |
| 東 田 川 郡 | 村杉番村     |                      | 明治9年 玉川村         | 泉村                       | 泉村                          | 泉村                        | 昭和30年2月1日 羽黒町        | 羽黒町                      | 平成17年10月1日 鶴岡市 | 鶴岡市 |
| 東 田 川 郡 | 大口村       | 大口村               | 大口村                 | 泉村                       | 泉村                          | 泉村                        | 昭和30年2月1日 羽黒町        | 羽黒町                      | 平成17年10月1日 鶴岡市 | 鶴岡市 |
| 東 田 川 郡 | 市野山村     | 市野山村             | 市野山村               | 泉村                       | 泉村                          | 泉村                        | 昭和30年2月1日 羽黒町        | 羽黒町                      | 平成17年10月1日 鶴岡市 | 鶴岡市 |
| 東 田 川 郡 | 戸野村       | 戸野村               | 戸野村                 | 泉村                       | 泉村                          | 泉村                        | 昭和30年2月1日 羽黒町        | 羽黒町                      | 平成17年10月1日 鶴岡市 | 鶴岡市 |
| 東 田 川 郡 | 野荒町村     | 野荒町村             | 野荒町村               | 泉村                       | 泉村                          | 泉村                        | 昭和30年2月1日 羽黒町        | 羽黒町                      | 平成17年10月1日 鶴岡市 | 鶴岡市 |
| 東 田 川 郡 | 荒川村       | 荒川村               | 明治9年 荒川村         | 泉村                       | 泉村                          | 泉村                        | 昭和30年2月1日 羽黒町        | 羽黒町                      | 平成17年10月1日 鶴岡市 | 鶴岡市 |
| 東 田 川 郡 | 鎌田村       |                      | 明治9年 荒川村         | 泉村                       | 泉村                          | 泉村                        | 昭和30年2月1日 羽黒町        | 羽黒町                      | 平成17年10月1日 鶴岡市 | 鶴岡市 |
| 東 田 川 郡 | 西荒川村     |                      | 明治9年 荒川村         | 泉村                       | 泉村                          | 泉村                        | 昭和30年2月1日 羽黒町        | 羽黒町                      | 平成17年10月1日 鶴岡市 | 鶴岡市 |
| 東 田 川 郡 | 町屋村       | 町屋村               | 明治9年 町屋村         | 泉村                       | 泉村                          | 泉村                        | 昭和30年2月1日 羽黒町        | 羽黒町                      | 平成17年10月1日 鶴岡市 | 鶴岡市 |
| 東 田 川 郡 | 田屋村       |                      | 明治9年 町屋村         | 泉村                       | 泉村                          | 泉村                        | 昭和30年2月1日 羽黒町        | 羽黒町                      | 平成17年10月1日 鶴岡市 | 鶴岡市 |
| 東 田 川 郡 | 金森目村     | 金森目村             | 金森目村               | 泉村                       | 泉村                          | 泉村                        | 昭和30年2月1日 羽黒町        | 羽黒町                      | 平成17年10月1日 鶴岡市 | 鶴岡市 |
| 東 田 川 郡 | 中村         | 中村                 | 明治9年 小増川村       | 泉村                       | 泉村                          | 泉村                        | 昭和30年2月1日 羽黒町        | 羽黒町                      | 平成17年10月1日 鶴岡市 | 鶴岡市 |
| 東 田 川 郡 | 谷地楯村     |                      | 明治9年 小増川村       | 泉村                       | 泉村                          | 泉村                        | 昭和30年2月1日 羽黒町        | 羽黒町                      | 平成17年10月1日 鶴岡市 | 鶴岡市 |
| 東 田 川 郡 | 興屋村       | 興屋村               | 明治9年 改称 染興屋村  | 泉村                       | 泉村                          | 泉村                        | 昭和30年2月1日 羽黒町        | 羽黒町                      | 平成17年10月1日 鶴岡市 | 鶴岡市 |
| 東 田 川 郡 | 川行村       | 川行村               | 川行村                 | 泉村                       | 泉村                          | 泉村                        | 昭和30年2月1日 羽黒町        | 羽黒町                      | 平成17年10月1日 鶴岡市 | 鶴岡市 |
| 東 田 川 郡 | 中里村       | 中里村               | 中里村                 | 泉村                       | 泉村                          | 泉村                        | 昭和30年2月1日 羽黒町        | 羽黒町                      | 平成17年10月1日 鶴岡市 | 鶴岡市 |
| 東 田 川 郡 | 手向村       | 手向村               | 手向村                 | 手向村                     | 手向村                        | 手向村                      | 昭和30年2月1日 羽黒町        | 羽黒町                      | 平成17年10月1日 鶴岡市 | 鶴岡市 |
| 東 田 川 郡 | 大鳥村       | 大鳥村               | 大鳥村                 | 大泉村                     | 大泉村                        | 大泉村                      | 昭和29年8月1日 朝日村        | 朝日村                      | 平成17年10月1日 鶴岡市 | 鶴岡市 |
| 東 田 川 郡 | 荒沢村       | 荒沢村               | 荒沢村                 | 大泉村                     | 大泉村                        | 大泉村                      | 昭和29年8月1日 朝日村        | 朝日村                      | 平成17年10月1日 鶴岡市 | 鶴岡市 |
| 東 田 川 郡 | 上田沢村     | 上田沢村             | 上田沢村               | 大泉村                     | 大泉村                        | 大泉村                      | 昭和29年8月1日 朝日村        | 朝日村                      | 平成17年10月1日 鶴岡市 | 鶴岡市 |
| 東 田 川 郡 | 下田沢村     | 下田沢村             | 明治9年 下田沢村       | 大泉村                     | 大泉村                        | 大泉村                      | 昭和29年8月1日 朝日村        | 朝日村                      | 平成17年10月1日 鶴岡市 | 鶴岡市 |
| 東 田 川 郡 | 大平村       |                      | 明治9年 下田沢村       | 大泉村                     | 大泉村                        | 大泉村                      | 昭和29年8月1日 朝日村        | 朝日村                      | 平成17年10月1日 鶴岡市 | 鶴岡市 |
| 東 田 川 郡 | 倉沢村       | 倉沢村               | 明治9年 倉沢村         | 大泉村                     | 大泉村                        | 大泉村                      | 昭和29年8月1日 朝日村        | 朝日村                      | 平成17年10月1日 鶴岡市 | 鶴岡市 |
| 東 田 川 郡 | 仙納村       |                      | 明治9年 倉沢村         | 大泉村                     | 大泉村                        | 大泉村                      | 昭和29年8月1日 朝日村        | 朝日村                      | 平成17年10月1日 鶴岡市 | 鶴岡市 |
| 東 田 川 郡 | 松沢村       | 松沢村               | 松沢村                 | 大泉村                     | 大泉村                        | 大泉村                      | 昭和29年8月1日 朝日村        | 朝日村                      | 平成17年10月1日 鶴岡市 | 鶴岡市 |
| 東 田 川 郡 | 大針村       | 大針村               | 明治9年 大針村         | 本郷村                     | 本郷村                        | 本郷村                      | 昭和29年8月1日 朝日村        | 朝日村                      | 平成17年10月1日 鶴岡市 | 鶴岡市 |
| 東 田 川 郡 | 川上村       |                      | 明治9年 大針村         | 本郷村                     | 本郷村                        | 本郷村                      | 昭和29年8月1日 朝日村        | 朝日村                      | 平成17年10月1日 鶴岡市 | 鶴岡市 |
| 東 田 川 郡 | 砂川村       | 砂川村               | 砂川村                 | 本郷村                     | 本郷村                        | 本郷村                      | 昭和29年8月1日 朝日村        | 朝日村                      | 平成17年10月1日 鶴岡市 | 鶴岡市 |
| 東 田 川 郡 | 行沢村       | 行沢村               | 行沢村                 | 本郷村                     | 本郷村                        | 本郷村                      | 昭和29年8月1日 朝日村        | 朝日村                      | 平成17年10月1日 鶴岡市 | 鶴岡市 |
| 東 田 川 郡 | 本郷村       | 本郷村               | 明治9年 本郷村         | 本郷村                     | 本郷村                        | 本郷村                      | 昭和29年8月1日 朝日村        | 朝日村                      | 平成17年10月1日 鶴岡市 | 鶴岡市 |
| 東 田 川 郡 | 小綱木村     |                      | 明治9年 本郷村         | 本郷村                     | 本郷村                        | 本郷村                      | 昭和29年8月1日 朝日村        | 朝日村                      | 平成17年10月1日 鶴岡市 | 鶴岡市 |
| 東 田 川 郡 | 上名川村     | 上名川村             | 上名川村               | 本郷村                     | 本郷村                        | 本郷村                      | 昭和29年8月1日 朝日村        | 朝日村                      | 平成17年10月1日 鶴岡市 | 鶴岡市 |
| 東 田 川 郡 | 下名川村     | 下名川村             | 下名川村               | 本郷村                     | 本郷村                        | 本郷村                      | 昭和29年8月1日 朝日村        | 朝日村                      | 平成17年10月1日 鶴岡市 | 鶴岡市 |
| 東 田 川 郡 | 熊出村       | 熊出村               | 熊出村                 | 本郷村                     | 本郷村                        | 本郷村                      | 昭和29年8月1日 朝日村        | 朝日村                      | 平成17年10月1日 鶴岡市 | 鶴岡市 |
| 東 田 川 郡 | 田麦俣村     | 田麦俣村             | 田麦俣村               | 東村                       | 東村                          | 東村                        | 昭和29年8月1日 朝日村        | 朝日村                      | 平成17年10月1日 鶴岡市 | 鶴岡市 |
| 東 田 川 郡 | 大網村       | 大網村               | 大網村                 | 東村                       | 東村                          | 東村                        | 昭和29年8月1日 朝日村        | 朝日村                      | 平成17年10月1日 鶴岡市 | 鶴岡市 |
| 東 田 川 郡 | 越中山村     | 越中山村             | 越中山村               | 東村                       | 東村                          | 東村                        | 昭和29年8月1日 朝日村        | 朝日村                      | 平成17年10月1日 鶴岡市 | 鶴岡市 |
| 東 田 川 郡 | 中野新田村   | 中野新田村           | 中野新田村             | 東村                       | 東村                          | 東村                        | 昭和29年8月1日 朝日村        | 朝日村                      | 平成17年10月1日 鶴岡市 | 鶴岡市 |
| 東 田 川 郡 | 東岩本村     | 東岩本村             | 東岩本村               | 東村                       | 東村                          | 東村                        | 昭和29年8月1日 朝日村        | 朝日村                      | 平成17年10月1日 鶴岡市 | 鶴岡市 |
| 東 田 川 郡 | 須走村       | 須走村               | 須走村                 | 藤島村                     | 藤島村                        | 大正11年5月10日 町制 藤島町 | 昭和29年12月1日 藤島町       | 藤島町                      | 平成17年10月1日 鶴岡市 | 鶴岡市 |
| 東 田 川 郡 | 下七曲村     | 下七曲村             | 明治9年 三和村         | 藤島村                     | 藤島村                        | 大正11年5月10日 町制 藤島町 | 昭和29年12月1日 藤島町       | 藤島町                      | 平成17年10月1日 鶴岡市 | 鶴岡市 |
| 東 田 川 郡 | 上七曲村     |                      | 明治9年 三和村         | 藤島村                     | 藤島村                        | 大正11年5月10日 町制 藤島町 | 昭和29年12月1日 藤島町       | 藤島町                      | 平成17年10月1日 鶴岡市 | 鶴岡市 |
| 東 田 川 郡 | 四ツ興屋村   |                      | 明治9年 三和村         | 藤島村                     | 藤島村                        | 大正11年5月10日 町制 藤島町 | 昭和29年12月1日 藤島町       | 藤島町                      | 平成17年10月1日 鶴岡市 | 鶴岡市 |
| 東 田 川 郡 | 西荒屋村     | 西荒屋村             | 明治9年 改称 藤岡村    | 藤島村                     | 藤島村                        | 大正11年5月10日 町制 藤島町 | 昭和29年12月1日 藤島町       | 藤島町                      | 平成17年10月1日 鶴岡市 | 鶴岡市 |
| 東 田 川 郡 | 古郡村       | 古郡村               | 古郡村                 | 藤島村                     | 藤島村                        | 大正11年5月10日 町制 藤島町 | 昭和29年12月1日 藤島町       | 藤島町                      | 平成17年10月1日 鶴岡市 | 鶴岡市 |
| 東 田 川 郡 | 大川渡村     | 大川渡村             | 大川渡村               | 藤島村                     | 藤島村                        | 大正11年5月10日 町制 藤島町 | 昭和29年12月1日 藤島町       | 藤島町                      | 平成17年10月1日 鶴岡市 | 鶴岡市 |
| 東 田 川 郡 | 野田目村     | 野田目村             | 野田目村               | 藤島村                     | 藤島村                        | 大正11年5月10日 町制 藤島町 | 昭和29年12月1日 藤島町       | 藤島町                      | 平成17年10月1日 鶴岡市 | 鶴岡市 |
| 東 田 川 郡 | 越後京田村   | 越後京田村           | 越後京田村             | 藤島村                     | 藤島村                        | 大正11年5月10日 町制 藤島町 | 昭和29年12月1日 藤島町       | 藤島町                      | 平成17年10月1日 鶴岡市 | 鶴岡市 |
| 東 田 川 郡 | 谷地興屋村   | 谷地興屋村           | 谷地興屋村             | 藤島村                     | 藤島村                        | 大正11年5月10日 町制 藤島町 | 昭和29年12月1日 藤島町       | 藤島町                      | 平成17年10月1日 鶴岡市 | 鶴岡市 |
| 東 田 川 郡 | 藤島村       | 藤島村               | 藤島村                 | 藤島村                     | 藤島村                        | 大正11年5月10日 町制 藤島町 | 昭和29年12月1日 藤島町       | 藤島町                      | 平成17年10月1日 鶴岡市 | 鶴岡市 |
| 東 田 川 郡 | 下中野目村   | 一部                 | 下中野目村             | 藤島村                     | 藤島村                        | 大正11年5月10日 町制 藤島町 | 昭和29年12月1日 藤島町       | 藤島町                      | 平成17年10月1日 鶴岡市 | 鶴岡市 |
| 東 田 川 郡 | 下中野目村   | 一部                 | 下中野目村             | 東栄村                     | 東栄村                        | 東栄村                      | 昭和29年12月1日 藤島町       | 藤島町                      | 平成17年10月1日 鶴岡市 | 鶴岡市 |
| 東 田 川 郡 | 無音村       | 無音村               | 無音村                 | 東栄村                     | 東栄村                        | 東栄村                      | 昭和29年12月1日 藤島町       | 藤島町                      | 平成17年10月1日 鶴岡市 | 鶴岡市 |
| 東 田 川 郡 | 楪村         | 楪村                 | 楪村                   | 東栄村                     | 東栄村                        | 東栄村                      | 昭和29年12月1日 藤島町       | 藤島町                      | 平成17年10月1日 鶴岡市 | 鶴岡市 |
| 東 田 川 郡 | 関根村       | 関根村               | 関根村                 | 東栄村                     | 東栄村                        | 東栄村                      | 昭和29年12月1日 藤島町       | 藤島町                      | 平成17年10月1日 鶴岡市 | 鶴岡市 |
| 東 田 川 郡 | 添川村       | 添川村               | 添川村                 | 東栄村                     | 東栄村                        | 東栄村                      | 昭和29年12月1日 藤島町       | 藤島町                      | 平成17年10月1日 鶴岡市 | 鶴岡市 |
| 東 田 川 郡 | 鷺畑村       | 鷺畑村               | 鷺畑村                 | 東栄村                     | 東栄村                        | 東栄村                      | 昭和29年12月1日 藤島町       | 藤島町                      | 平成17年10月1日 鶴岡市 | 鶴岡市 |
| 東 田 川 郡 | 川尻村       | 川尻村               | 川尻村                 | 東栄村                     | 東栄村                        | 東栄村                      | 昭和29年12月1日 藤島町       | 藤島町                      | 平成17年10月1日 鶴岡市 | 鶴岡市 |
| 東 田 川 郡 | 平足村       | 平足村               | 平足村                 | 東栄村                     | 東栄村                        | 東栄村                      | 昭和29年12月1日 藤島町       | 藤島町                      | 平成17年10月1日 鶴岡市 | 鶴岡市 |
| 東 田 川 郡 | 上中野目村   | 上中野目村           | 上中野目村             | 東栄村                     | 東栄村                        | 東栄村                      | 昭和29年12月1日 藤島町       | 藤島町                      | 平成17年10月1日 鶴岡市 | 鶴岡市 |
| 東 田 川 郡 | 蛸井興屋村   | 蛸井興屋村           | 蛸井興屋村             | 東栄村                     | 東栄村                        | 東栄村                      | 昭和29年12月1日 藤島町       | 藤島町                      | 平成17年10月1日 鶴岡市 | 鶴岡市 |
| 東 田 川 郡 | 東堀越村     | 東堀越村             | 東堀越村               | 東栄村                     | 東栄村                        | 東栄村                      | 昭和29年12月1日 藤島町       | 藤島町                      | 平成17年10月1日 鶴岡市 | 鶴岡市 |
| 東 田 川 郡 | 長沼村       | 長沼村               | 明治9年 長沼村         | 長沼村                     | 長沼村                        | 長沼村                      | 昭和29年12月1日 藤島町       | 藤島町                      | 平成17年10月1日 鶴岡市 | 鶴岡市 |
| 東 田 川 郡 | 十文字村     |                      | 明治9年 長沼村         | 長沼村                     | 長沼村                        | 長沼村                      | 昭和29年12月1日 藤島町       | 藤島町                      | 平成17年10月1日 鶴岡市 | 鶴岡市 |
| 東 田 川 郡 | 八色木村     | 八色木村             | 八色木村               | 八栄島村                   | 八栄島村                      | 八栄島村                    | 昭和29年12月1日 藤島町       | 藤島町                      | 平成17年10月1日 鶴岡市 | 鶴岡市 |
| 東 田 川 郡 | 落野目村     | 落野目村             | 明治9年 改称 豊栄村    | 八栄島村                   | 八栄島村                      | 八栄島村                    | 昭和29年12月1日 藤島町       | 藤島町                      | 平成17年10月1日 鶴岡市 | 鶴岡市 |
| 東 田 川 郡 | 小中島村     | 小中島村             | 小中島村               | 八栄島村                   | 八栄島村                      | 八栄島村                    | 昭和29年12月1日 藤島町       | 藤島町                      | 平成17年10月1日 鶴岡市 | 鶴岡市 |
| 東 田 川 郡 | 柳久瀬村     | 柳久瀬村             | 柳久瀬村               | 渡前村                     | 渡前村                        | 渡前村                      | 昭和30年1月10日 藤島町に編入 | 藤島町                      | 平成17年10月1日 鶴岡市 | 鶴岡市 |
| 東 田 川 郡 | 荒俣村       | 荒俣村               | 荒俣村                 | 渡前村                     | 渡前村                        | 渡前村                      | 昭和30年1月10日 藤島町に編入 | 藤島町                      | 平成17年10月1日 鶴岡市 | 鶴岡市 |
| 東 田 川 郡 | 箕升新田村   | 箕升新田村           | 箕升新田村             | 渡前村                     | 渡前村                        | 渡前村                      | 昭和30年1月10日 藤島町に編入 | 藤島町                      | 平成17年10月1日 鶴岡市 | 鶴岡市 |
| 東 田 川 郡 | 東渡前村     | 東渡前村             | 明治9年 渡前村         | 渡前村                     | 渡前村                        | 渡前村                      | 昭和30年1月10日 藤島町に編入 | 藤島町                      | 平成17年10月1日 鶴岡市 | 鶴岡市 |
| 東 田 川 郡 | 西渡前村     |                      | 明治9年 渡前村         | 渡前村                     | 渡前村                        | 渡前村                      | 昭和30年1月10日 藤島町に編入 | 藤島町                      | 平成17年10月1日 鶴岡市 | 鶴岡市 |
| 東 田 川 郡 | 平形村       | 平形村               | 平形村                 | 渡前村                     | 渡前村                        | 渡前村                      | 昭和30年1月10日 藤島町に編入 | 藤島町                      | 平成17年10月1日 鶴岡市 | 鶴岡市 |
| 東 田 川 郡 | 新屋敷村     | 新屋敷村             | 新屋敷村               | 渡前村                     | 渡前村                        | 渡前村                      | 昭和30年1月10日 藤島町に編入 | 藤島町                      | 平成17年10月1日 鶴岡市 | 鶴岡市 |
| 東 田 川 郡 | 上藤島村     | 上藤島村             | 上藤島村               | 渡前村                     | 渡前村                        | 渡前村                      | 昭和30年1月10日 藤島町に編入 | 藤島町                      | 平成17年10月1日 鶴岡市 | 鶴岡市 |
| 東 田 川 郡 | 和名川村     | 和名川村             | 和名川村               | 渡前村                     | 渡前村                        | 渡前村                      | 昭和30年1月10日 藤島町に編入 | 藤島町                      | 平成17年10月1日 鶴岡市 | 鶴岡市 |
| 東 田 川 郡 | 砂塚村       | 砂塚村               | 砂塚村                 | 渡前村                     | 渡前村                        | 渡前村                      | 昭和30年1月10日 藤島町に編入 | 藤島町                      | 平成17年10月1日 鶴岡市 | 鶴岡市 |
| 東 田 川 郡 | 幕野内村     | 幕野内村             | 幕野内村               | 渡前村                     | 渡前村                        | 渡前村                      | 昭和30年1月10日 藤島町に編入 | 藤島町                      | 平成17年10月1日 鶴岡市 | 鶴岡市 |
| 東 田 川 郡 | 大半田村     | 大部分               | 大半田村               | 渡前村                     | 渡前村                        | 渡前村                      | 昭和30年1月10日 藤島町に編入 | 藤島町                      | 平成17年10月1日 鶴岡市 | 鶴岡市 |

## 経済

### 産業
- 白山原産のだだちゃ豆が有名。ほかに庄内柿や民田茄子などがある。
- 藤島地区、櫛引地区では稲作が盛ん。野菜や果樹（特に庄内柿）栽培なども行われている。
- 温海地区では温海かぶが特産品として有名。あつみ温泉の観光業も引けをとらない。
- 羽黒地区は出羽三山の観光が盛ん。また映画ロケが行われるなど第2の観光も盛んになっている。
- 庄内浜の湯野浜温泉・由良温泉・湯田川温泉および湯野浜海岸・由良海岸・三瀬海岸・小波渡海岸などの海水浴といった夏季観光においても相当の規模を誇る。
- 鶴岡市は日本の本格的な絹産地の北限であり、養蚕から製糸、製織、精練、プリント、縫製にいたる絹織物生産の一連の工程のすべてを同一地域内で行うことができる唯一の地域と言われている。平成15年からは隔年で「鶴岡シルクサミット」を開催し、鶴岡の絹織物の活性とブランド化が図られている[13][14][15]。現在、鶴岡シルク、羽前絹練など5社がある[16]。絹入り麦切りなど、絹を使った食品もある。
- 「鶴岡サイエンスパーク」は、慶應義塾大学先端生命科学研究所など研究機関やスパイバーなどバイオ系を中心とするベンチャー企業の集積地となっている[17]。

伝統工芸
- 庄内竿
- 御殿まり
- いづめこ人形

### 鶴岡市に本社及び拠点を置く主な企業
- 荘内銀行 - 令和7年5月26日に山形市の荘銀山形ビルに移転予定。本店営業部の店舗は、鶴岡営業部として現在地で継続される。
- 庄交コーポレーション
- ソニーセミコンダクタマニュファクチャリング山形テクノロジーセンター
- SHONAI（旧ヤマガタデザイン）（2014年設立）
- ヒューマン・メタボローム・テクノロジーズ（2003年設立）
- スパイバー（2007年設立）
- OKIサーキットテクノロジー（2012年設立）
- サリバテック（2013年設立）
- メタジェン（2015年設立）
- メトセラ（本店）（2016年設立）
- MOLCURE（バイオラボ）
- インセムズテクノロジーズ（2021年設立）
- フェルメクテス（2021年設立）
- TDK庄内
- ワテック
- 小川電器商会
- リリーほくと商事
- 山形日産自動車販売
- 鶴岡信用金庫
- 主婦の店鶴岡店
- シンクロン鶴岡工場
- 木村屋（創業1887年）
- 佐徳（創業1877年）
- 伊藤鉄工（創業1189年）
- 羽前絹練（創業1906年）
- 本長（創業1908年）
- 鶴岡瓦斯（創業1911年）
- 北栄鉄工（創業1912年）
- 木村写真館（創業1913年）
- 羽根田酒造（創業1592年）
- 渡曾本店（創業1624年）
- 佐藤仁左衛門酒造場（創業1724年）
- 冨士酒造（創業1778年）
- 竹の露合資会社（創業1858年）
- 加藤嘉八郎酒造（創業1872年）
- 亀の井酒造（創業1875年）

### 金融機関
鶴岡市に本店・支店・出張所等の窓口を置く金融機関一覧は以下のとおりである（2022年3月現在）。なお、 鶴岡市の指定金融機関は荘内銀行が指定されている。
| 金融機関種別 | 金融機関名称 |
| ------------ | --- |
| 地方銀行     | 荘内銀行 (6) 、山形銀行（2）                                                                                         |
| 第二地方銀行 | きらやか銀行 (4) |
| 信用金庫     | 鶴岡信用金庫 (10) |
| 労働金庫     | 東北労働金庫 (1) |
| 農協         | 鶴岡市農業協同組合 (9) 、庄内たがわ農業協同組合（9）                                                                 |
| 証券会社     | 荘内証券 (1) |
| 損害保険     | 東京海上日動火災保険 (1) 、損害保険ジャパン (1) 、三井住友海上火災保険 (1) 、あいおいニッセイ同和損害保険 (1) など。 |

※括弧内は窓口のある事業所数。荘内銀行、山形銀行、きらやか銀行のブランチインブランチ化された口座店は除く。

### 情報・通信
テレビ局・ラジオ局
- NHK山形放送局鶴岡支局
- 山形放送鶴岡支局（山形新聞鶴岡支局と同居）
- さくらんぼテレビジョン庄内支社

新聞
- 荘内日報
- 山形新聞鶴岡支局

ケーブルテレビ局
- 鶴岡市ケーブルテレビジョン

タウン誌
- 鶴岡タイムス社（フリーペーパー『鶴岡タイムス』を発行している）
- アイディア （フリーペーパー『e-Towns』を発行している）
- 出羽庄内地域デザイン（フリーペーパー『Cradle（クレードル）』を発行している）

#### 放送中継局
テレビ中継局
- 鶴岡中継局（庄内地区の中心的役割を持つ中継局）
- 温海テレビ中継局
- 朝日東岩本中継局（デジタル新局、4月20日予備免許交付、7月下旬開局予定）
- 朝日田沢中継局 : アナログのみ設置されていたが放送終了に伴い廃止された。
- 朝日本郷中継局 : アナログのみ設置されていたが放送終了に伴い廃止され、朝日東岩本中継局が役割を承継している。

FMラジオ中継局
- 温海テレビ中継局#FMラジオ放送

### 郵便
郵便局
- 鶴岡郵便局（集配局）
- 羽黒郵便局（集配局）
- 朝日郵便局（集配局）

- 大山郵便局（集配局）
- 鼠ヶ関郵便局
- 温海郵便局（集配局）

- 三瀬郵便局
- 藤島郵便局（集配局）

- 栄郵便局
- 鶴岡道形町郵便局
- 鶴岡駅前郵便局
- 鶴岡朝暘町郵便局
- 鶴岡大東町郵便局
- 鶴岡本町一郵便局
- 鶴岡本町二郵便局
- 鶴岡若葉町郵便局
- 鶴岡みどり町郵便局
- 羽前泉郵便局
- 手向（とうげ）郵便局

- 黒川郵便局
- 山添郵便局
- 羽前本郷郵便局
- 大網郵便局
- 大泉郵便局
- 湯田川郵便局
- 鶴岡千石町郵便局
- 鶴岡陽光町郵便局
- 鶴岡淀川町郵便局
- 善宝寺郵便局
- 湯野浜郵便局

- 加茂郵便局
- 大岩川郵便局
- 小名部郵便局
- 山戸郵便局
- 温海温泉郵便局
- 木野俣郵便局
- 由良郵便局
- 羽前水沢郵便局
- 羽前長沼郵便局
- 八栄島郵便局
- 東栄郵便局

簡易郵便局
- 鶴岡新形町簡易郵便局
- 青龍寺簡易郵便局
- 東岩本簡易郵便局
- 大島簡易郵便局
- 田川簡易郵便局

- 鶴岡関根簡易郵便局
- 鶴岡美原町簡易郵便局
- 鶴岡番田簡易郵便局
- 白山簡易郵便局
- 早田簡易郵便局

- 小岩川簡易郵便局
- 五十川簡易郵便局
- 温海川簡易郵便局
- 越沢簡易郵便局
- 西田川小国簡易郵便局

## 姉妹都市・提携都市
※旧鶴岡市において盟約されたもの。新市との姉妹都市等は今後改めて検討される。旧羽黒町の姉妹村落には、東京都新島村がある。
日本国内
- 鹿児島市（鹿児島県）
  - 1969年（昭和44年）11月7日兄弟都市盟約
- 江戸川区（東京都）
  - 1981年（昭和56年）5月25日友好都市盟約
- 木古内町（北海道上磯郡・渡島総合振興局管内）
  - 1989年（平成元年）4月27日姉妹都市盟約
- 名寄市（北海道）
  - 1996年（平成8年）から旧藤島町が都市提携
- 曽於市（鹿児島県）
  - 1996年（平成8年）友好都市盟約

日本国外
- ニューブランズウィック市（アメリカ合衆国ニュージャージー州）
  - 1960年（昭和35年）6月10日姉妹都市盟約
- ラフォア市（英語版）（ニューカレドニア）
  - 1995年（平成7年）2月9日友好都市盟約

## 主な医療機関
- 鶴岡市立荘内病院
- 山形県立こころの医療センター
- 鶴岡協立病院
- 国立がん研究センター「がんメタボロミクス研究室」（慶應義塾大学先端生命科学研究所と連携）

## 教育

### 大学
- 山形大学農学部
- 慶應義塾大学先端生命科学研究所（鶴岡タウンキャンパス）
- 東北公益文科大学大学院

### 高等専門学校
- 鶴岡工業高等専門学校

### 高等学校
| - 山形県立加茂水産高等学校 - 山形県立庄内農業高等学校 - 山形県立致道館高等学校 - 山形県立鶴岡工業高等学校 - 山形県立鶴岡中央高等学校 | - 鶴岡東高等学校（私立） - 羽黒高等学校（私立） |

### 中学校
| - 山形県立致道館中学校 - 鶴岡市立鶴岡第一中学校 - 鶴岡市立鶴岡第二中学校 - 鶴岡市立鶴岡第三中学校 - 鶴岡市立鶴岡第四中学校 | - 鶴岡市立鶴岡第五中学校 - 鶴岡市立朝日中学校 - 鶴岡市立温海中学校 - 鶴岡市立櫛引中学校 | - 鶴岡市立豊浦中学校 - 鶴岡市立羽黒中学校 - 鶴岡市立藤島中学校 |

### 小学校
| - 鶴岡市立朝暘第一小学校 - 鶴岡市立朝暘第二小学校 - 鶴岡市立朝暘第三小学校 - 鶴岡市立朝暘第四小学校 - 鶴岡市立朝暘第五小学校 - 鶴岡市立朝暘第六小学校 - 鶴岡市立斎小学校 - 鶴岡市立黄金小学校 - 鶴岡市立大泉小学校 | - 鶴岡市立京田小学校 - 鶴岡市立豊浦小学校 - 鶴岡市立湯野浜小学校 - 鶴岡市立大山小学校 - 鶴岡市立西郷小学校 - 鶴岡市立上郷小学校 - 鶴岡市立藤島小学校 - 鶴岡市立東栄小学校 - 鶴岡市立渡前小学校 | - 鶴岡市立羽黒小学校 - 鶴岡市立広瀬小学校 - 鶴岡市立櫛引東小学校 - 鶴岡市立櫛引西小学校 - 鶴岡市立櫛引南小学校 - 鶴岡市立あさひ小学校 - 鶴岡市立あつみ小学校 - 鶴岡市立鼠ケ関小学校 |

### 幼稚園
| - 鶴岡市立大山保育園 - 鶴岡市立西郷保育園 | - 鶴岡市立大東幼稚園 - 鶴岡市立こだま幼稚園 | - 鶴岡市立泉幼稚園 - 鶴岡市立広瀬幼稚園 |

- 鶴岡幼稚園
- 大宝幼稚園

### 特別支援学校
- 山形県立鶴岡養護学校

- 山形県立鶴岡高等養護学校

## 交通

### 鉄道
中心駅は、鶴岡駅である。
- 東日本旅客鉄道（JR東日本）

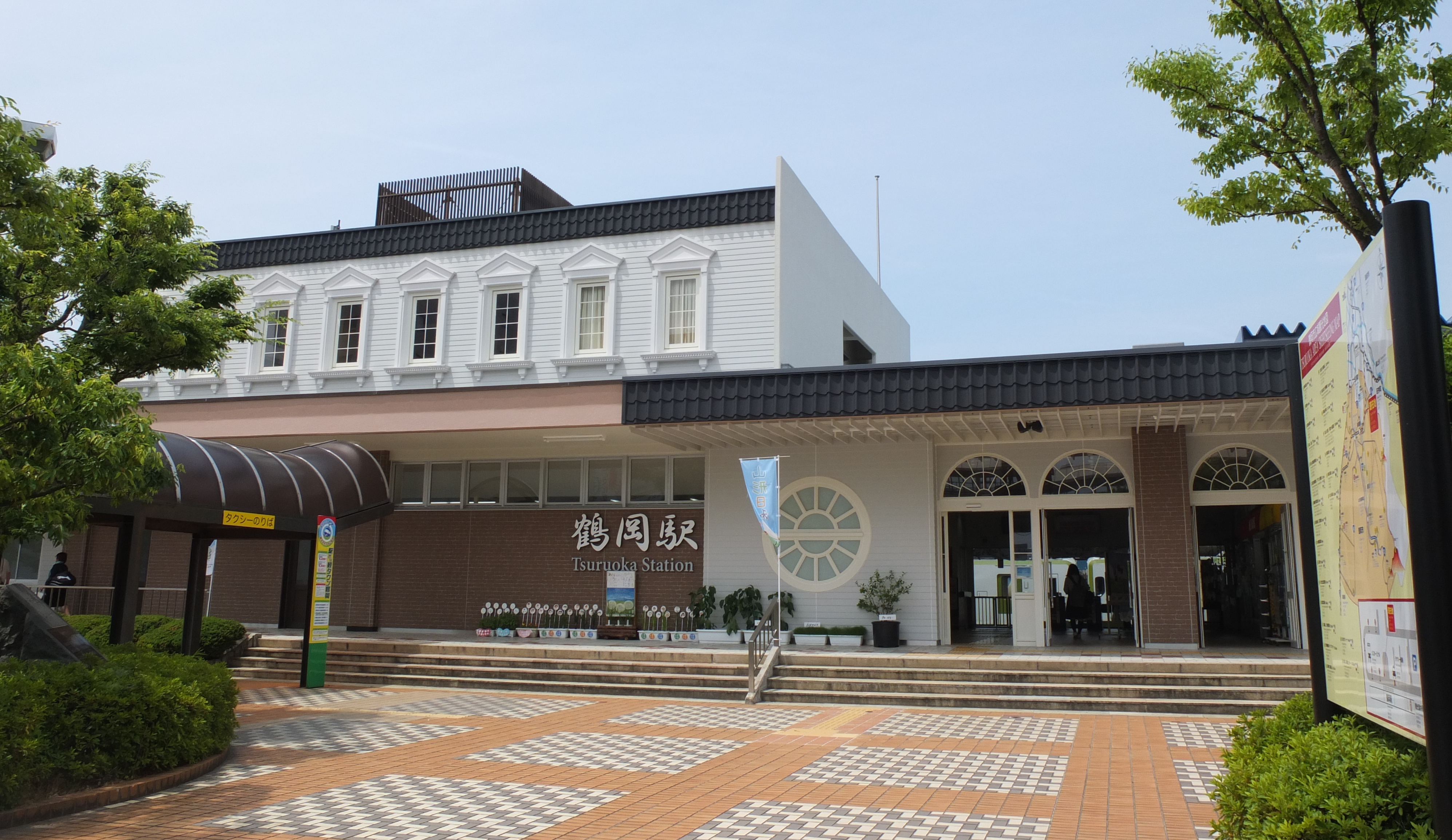
鶴岡駅

  - 羽越本線 : 鼠ケ関駅 - 小岩川駅 - あつみ温泉駅 - 五十川駅 - 小波渡駅 - 三瀬駅 - 羽前水沢駅 - 羽前大山駅 - （西鶴岡信号場） - 鶴岡駅 - （幕ノ内信号場） - 藤島駅

### 空港
- 庄内空港（鶴岡市と酒田市に跨って立地する地方管理空港）
  - 全日本空輸（ANA）
    - 羽田空港

### バス
高速バス
- 庄内交通・山交バス（山形線）・羽後交通（仙台線）・宮城交通（仙台線）・国際興業バス（夕陽号）・南海バス（京都・大阪線）
  - 夕陽号
    - 東京都渋谷・池袋・大宮 - 鶴岡・酒田
    - 東京駅・秋葉原・上野 - 鶴岡・酒田

  - 大阪・京都 - 鶴岡・酒田線
    - ユニバーサル・スタジオ・ジャパン・なんば・大阪駅・京都駅 - 鶴岡・酒田

  - gassan・SSライナー・夕陽号
    - 仙台 - 鶴岡・酒田・象潟・本荘

  - 仙台国際空港 - 鶴岡・酒田線
    - 仙台国際空港 - 鶴岡・酒田

  - 山形 - 鶴岡・酒田線
    - 山形 - 鶴岡・酒田

一般路線バス
- 庄内交通

主なツアーバス
- ロータリーエアーサービス「キラキラ号」
  - 東京駅・新宿駅・東京ディズニーランド・横浜駅・BUSTLE海老名 - 鶴岡・酒田・山形）

### 道路
高速道路
- E48 山形自動車道
  - 湯殿山インターチェンジ - （庄内あさひバスストップ）- 庄内あさひインターチェンジ - （櫛引パーキングエリア）- 鶴岡インターチェンジ - 鶴岡ジャンクション
- E7 日本海東北自動車道
  - 鶴岡ジャンクション - 鶴岡西インターチェンジ - 三瀬インターチェンジ- いらがわインターチェンジ - あつみ温泉インターチェンジ(新潟・山形県境付近は現在建設中)

有料道路
- 羽黒山有料道路
- 湯殿山有料道路

国道
- 国道7号
- 国道112号
- 国道345号

主要地方道
| - 山形県道33号庄内空港立川線 - 山形県道38号酒田鶴岡線 - 山形県道44号余目温海線 - 山形県道45号立川羽黒山線 | - 山形県道46号羽黒立川線 - 山形県道47号鶴岡羽黒線 - 山形県道48号鶴岡停車場線 - 山形県道50号藤島由良線 | - 山形県道52号山北関川線 - 山形県道61号菅野代堅苔沢線 |

一般県道
| - 山形県道115号藤島羽黒線 - 山形県道131号羽前水沢停車場由良線 - 山形県道211号月山公園線 - 山形県道332号面野山鶴岡線 - 山形県道333号鶴岡広野線 | - 山形県道336号西目大山線 - 山形県道338号湯田川大山線 - 山形県道339号添津藤島停車場線 - 山形県道343号添川上藤島線 - 山形県道346号中川代川尻余目線 | - 山形県道348号温海川木野俣大岩川線 - 山形県道349号鶴岡村上線 - 山形県道350号𣗄代鶴岡線 - 山形県道351号𣗄代大網線 |

道の駅
- 道の駅あつみ
- 道の駅月山

### 港湾
- 鼠ヶ関港
- 加茂港

漁港
| - 油戸漁港 - 由良漁港 - 三瀬漁港 - 鈴漁港 | - 小波渡漁港 - 堅苔沢漁港 - 暮坪漁港 - 米子漁港 | - 温福漁港 - 早田漁港 - 大岩川漁港 - 小岩川漁港 |

## 娯楽・祭事
名勝
- 七ツ滝（日本の滝百選）
- 月山八合目（月山の登山口の中では、比較的なだらかで登りやすいとされる。）

祭事
- 日本海寒鱈まつり（1月）
- 鶴岡冬まつり（12月上旬〜2月下旬）
- 鶴岡天神祭（5月25日）別名「化けものまつり」
- 大山犬まつり（6月5日）
- 赤川花火大会（8月）
- 荘内大祭（10月）

総合公園・体育施設・余暇
- 小真木原公園 （武道館・陸上競技場・総合体育館・テニスコート・スケート場）
  - 鶴岡市小真木原野球場（鶴岡ドリームスタジアム）
- 藤島体育館
- 櫛引総合運動公園
- 国民休暇村羽黒
  - 羽黒山スキー場（休暇村営業 市営業 各1ペアリフト）
- 月山高原牧場
- 湯殿山スキー場
- 月山あさひサンチュアパーク（キャンプ場）
- タキタロウ公園（キャンプ場）
- 大鳥少年の家
- 金峰少年自然の家

海水浴場
- 三瀬海水浴場
- 由良海水浴場
- 湯野浜海水浴場
- 小波渡海水浴場
- マリンパークねずがせき
- 加茂レインボービーチ

## 施設・観光

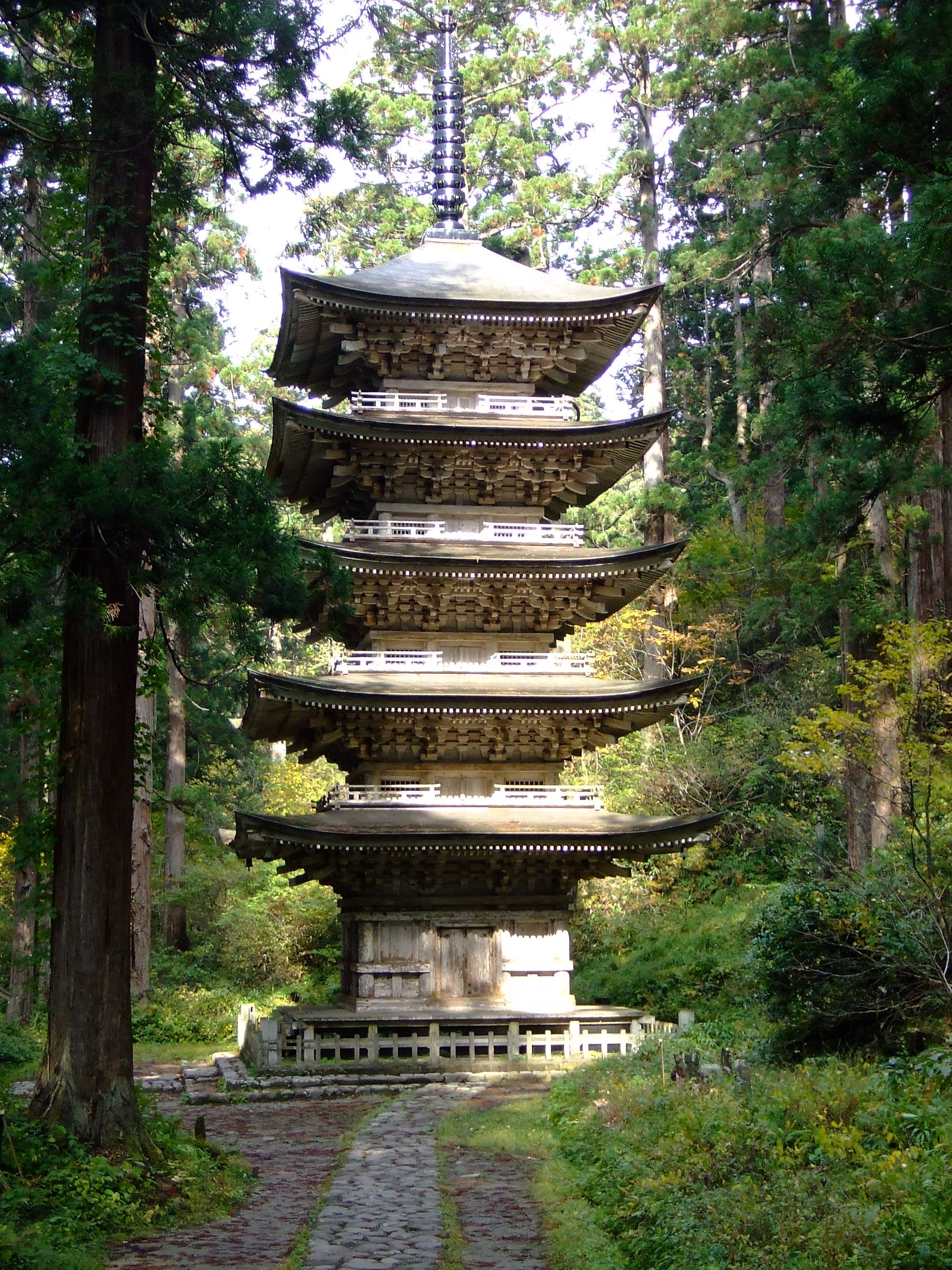
羽黒山五重塔

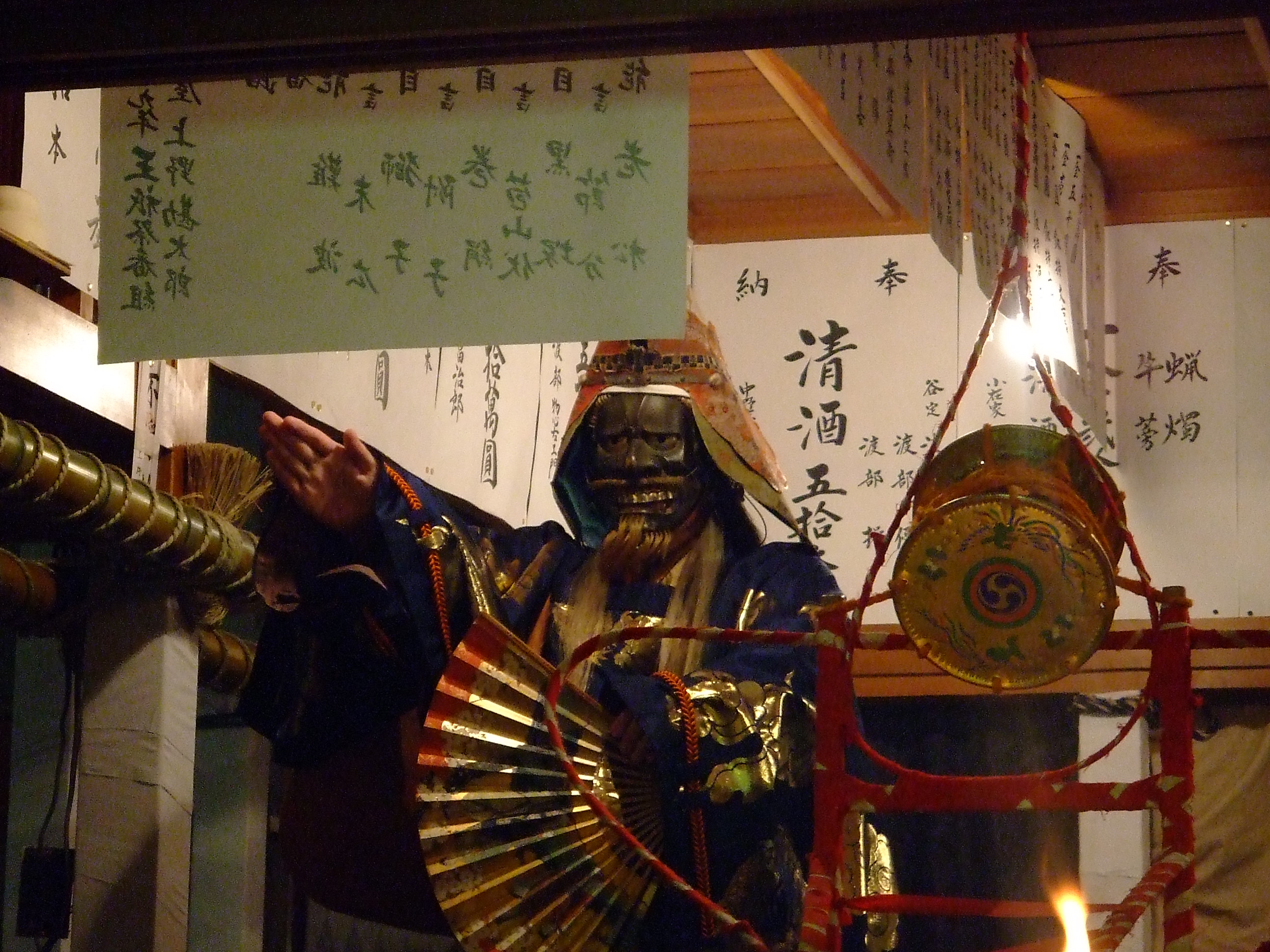
黒川能

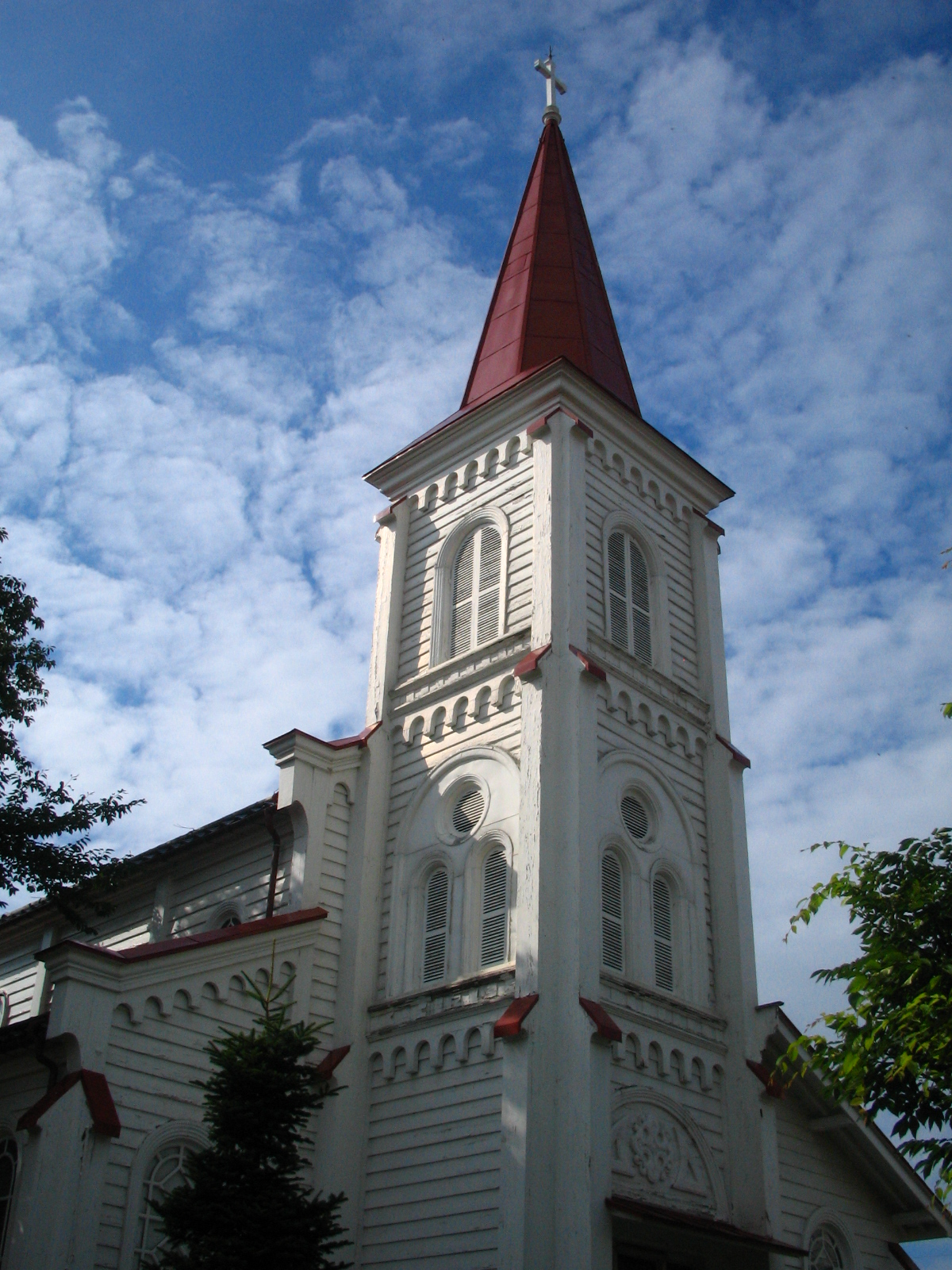
鶴岡カトリック教会天主堂

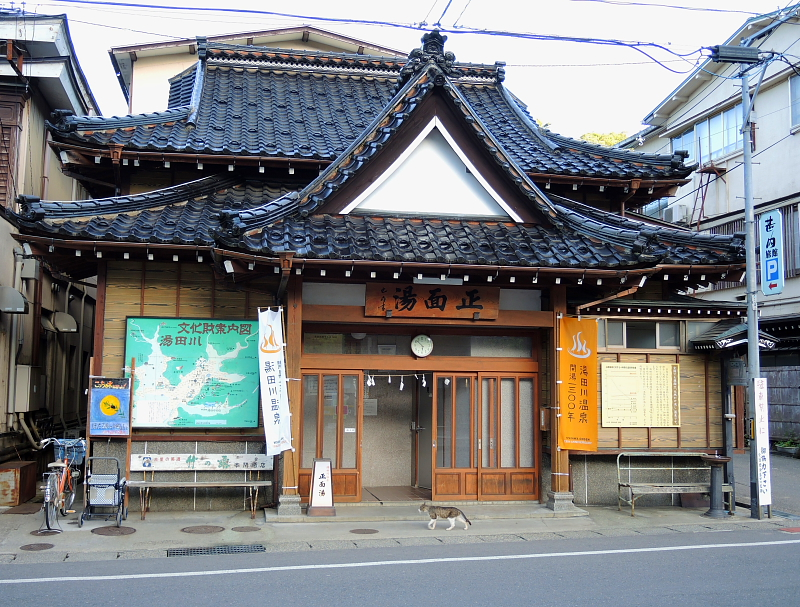
湯田川温泉「正面湯」

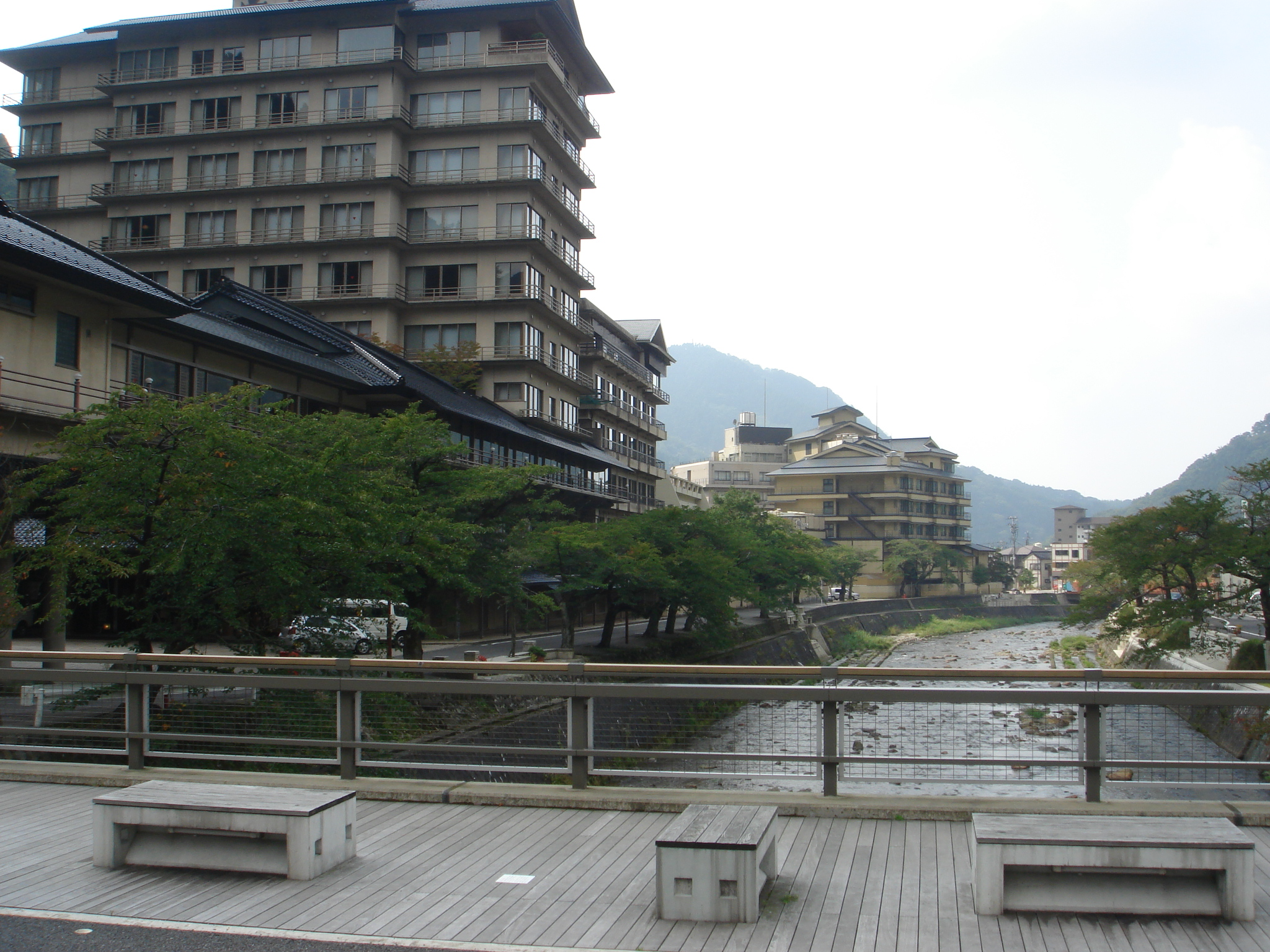
あつみ温泉

鶴岡市は国際会議観光都市に指定されている。ミシュラン・グリーン・ガイド・ジャポンにおける評価として、羽黒山のスギ並木が星3つ、羽黒山・五重塔・三神合祭殿・斎館が星2つの判定がなされている。市内には日本の音風景100選（松の勧進の法螺貝）、日本さくら名所100選（鶴岡公園）、かおり風景100選（羽黒山南谷の蘇苔と杉並木）、日本の渚百選（由良海岸）などの名所がある。

### 博物館・記念館
- 鶴岡市立加茂水族館（クラゲを多数展示）
- 致道博物館
- 致道館（庄内藩藩校）
- 羽黒山総合博物館
- アマゾン民族館（出羽庄内国際村併設）
- アマゾン自然館
- いでは文化記念館
- 鶴岡市立藤沢周平記念館
- 横綱柏戸記念館
- 大宝館 (大寶館)

### 寺院・宗教関連
- 国見山玉川寺[19]
- 羽黒山荒沢寺（羽黒山修験本宗本山）
  - 正善院
- 湯殿山注連寺（即身仏）
- 修行山南岳寺（即身仏）
- 湯殿山大日坊（即身仏）

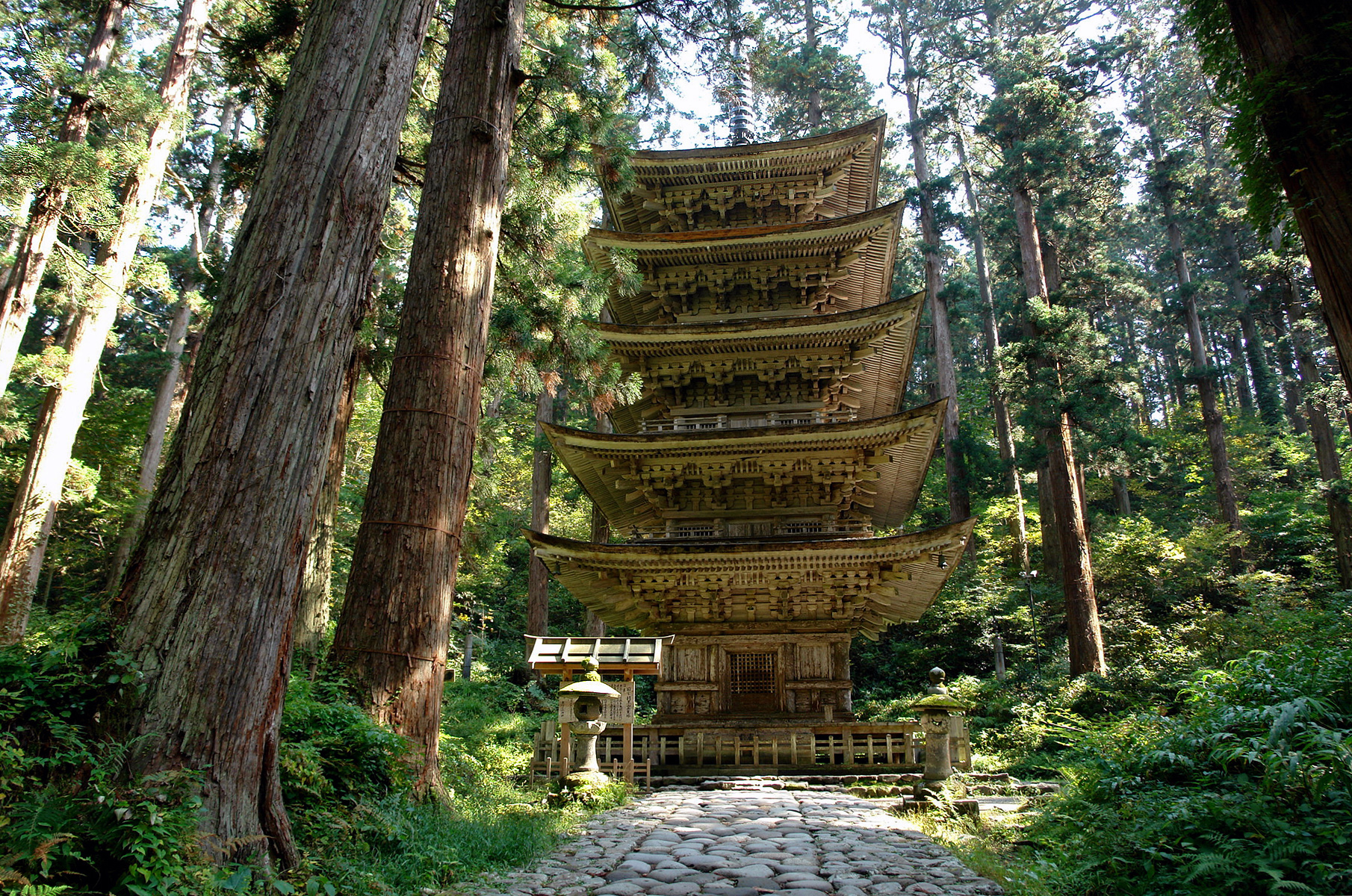
神仏習合の五重塔

- 龍澤山善寳寺（1990年代に人面魚で有名となった寺）[20]
- 長龍山先求院大督寺（酒井氏の菩提寺。学校給食発祥地）[21]
- 興徳寺 – 曹洞宗[22]
- 少林 寳蔵寺 – 矢馳。薬師神社の付近にある
- 宝蔵寺 (鶴岡市菱津) – 菱津。曹洞宗。皇大神社の付近にある[23]
- 泉徳寺 – 曹洞宗[24]
- 法樹院 – 日蓮正宗
- 鶴岡カトリック教会天主堂（国の重要文化財、1979年5月21日指定） - 日本で唯一の黒い聖母と窓絵がある

### 文化財
- 羽黒山五重塔（国宝、1966年6月11日指定）
- 羽黒山正善院黄金堂（国の重要文化財、1908年4月23日指定）
- 羽黒山三神合祭殿及び鐘楼（国の重要文化財、2000年5月25日指定）
- 南谷のカスミザクラ（国の天然記念物、1951年6月9日指定）
- 羽黒山の爺スギ（国の天然記念物、1951年6月9日指定）
- 文下のケヤキ（国の天然記念物、1951年6月9日指定）
- 黒川能（国の重要無形民俗文化財、1976年5月4日指定）
- 松ヶ岡開墾場（国の史跡、1989年8月11日指定）
- 玉川寺庭園（国の名勝、1987年8月1日指定）
- 田麦俣多層民家（山形県指定有形文化財）
- 念珠の松庭園（村上屋の念珠のマツ、山形県指定天然記念物）

### 神社
- 出羽三山神社（出羽神社、月山神社、湯殿山神社）
- 荘内神社
- 金峯神社
- 荒倉神社
- 由豆佐売神社
- 三瀬気比神社社叢（国の天然記念物）
- 高館山と椙尾神社[25] – 椙尾神社会館、八幡宮、永福寺[26]に隣接し、酒井神社[27]、地蔵院[28]の付近にある

### 城郭
- 鶴ヶ岡城（国の史跡・名勝）
- 藤島城（市の史跡）
- 丸岡城（山形県指定史跡）

炭鉱跡
- 田川炭鉱

### 自然・地理

#### 秘境
- 八乙女浦 - 鶴岡市由良にあり、蜂子皇子が上陸した場所といわれ、周囲が断崖絶壁のため、船でしか行くことができない。鶴岡市で一番の秘境とされる。
- 八乙女洞窟 - 八乙女浦にある洞窟で、明治時代の酒田地震（庄内地震）により、崩れた岩で入口が塞がっている。善宝寺の開祖、妙達上人が竜王様に会いに行くと言って、中に入ったまま出て来なかったという。また、この洞窟は出羽三山神社の境内の下まで繋がっているという伝説もある。
- 白竜窟 - 元の八乙女洞窟の隣りにある洞窟で、現在、観光客などには八乙女洞窟として紹介している。
- 舞台岩 - 八乙女浦にある大きな岩で、蜂子皇子を出迎えた8人の乙女が舞を踊った所。

#### 離島・岬
- 白山島 - 別名を「東北の江ノ島」とも言われる無人島。
- 留棹庵島 - 釣りとスクーバダイビングを楽しむ人で賑わう無人島。
- 弁天島 - 源義経と武蔵坊弁慶が上陸したとされる場所。

#### 山
- 金峯山
- 高館山 - 戦国時代に大宝寺氏の居城である、尾浦城（大山城）が築かれた所。
- 羽黒山
- 月山
- 湯殿山
- 摩耶山

#### 滝・湖沼
- 大鳥池 - タキタロウがいると伝わる湖。
- 七ツ滝 - 日本の滝百選の1つ。

#### 温泉
| - 羽黒温泉 - 由良温泉 - 長沼温泉 - 筍沢温泉 - 長寿温泉 | - 羽黒山温泉 - 火打崎温泉 - 湯の瀬温泉 - 湯野浜温泉 - あつみ温泉 | - 湯の澤温泉 - 湯殿山温泉 - 立岩海底温泉 - 鶴岡駅前温泉 - 湯殿山仙人澤温泉 - こまぎの湯温泉 | - 庄内いこいの村温泉 - 湯田川温泉（国民保養温泉地） - やまぶし温泉「ゆぽか」 - かたくり温泉「ぼんぼ」 - くしびき温泉「ゆーTOWN」 |

銭湯
- 鶴乃湯（廃業） : 映画『おくりびと』の撮影が行われたことで有名。鶴岡市内で唯一の銭湯であった。2009年9月1日に廃業。

### その他建築物
- 鶴岡市文化会館
- 坂本屋 - 江戸時代・享保年間創業の旅館。
- 五番館（ホテル）
- つるおかユースホステル
- エスモール
- 庄内観光物産館
- 鶴岡サイエンスパーク

## 作品
映画
- 湯殿山麓呪い村
- 花のお江戸の釣りバカ日誌
- たそがれ清兵衛
- 隠し剣 鬼の爪
- 蟬しぐれ
- 武士の一分
- スキヤキ・ウエスタン ジャンゴ
- 山桜
- ICHI
- おくりびと
- 山形スクリーム
- 花のあと
- スノープリンス 禁じられた恋のメロディ
- 座頭市 THE LAST
- 十三人の刺客
- 必死剣鳥刺し
- 小川の辺

アニメ
- まんが日本昔ばなし「夜中のおとむらい」

歌
- 雪の降るまちを

## 著名な出身者
政治
| - 犬塚勝太郎 - 衆議院議員 - 斎藤三郎右衛門 - 衆議院議員 - 斎藤真三郎 - 衆議院議員 - 秋保親兼 - 衆議院議員 - 上林与市郎 - 衆議院議員 - 加藤精三 - 鶴岡市長、衆議院議員 | - 加藤紘一 - 衆議院議員、内閣官房長官、防衛庁長官、自由民主党幹事長 - 加藤鮎子 - 衆議院議員、内閣府特命担当大臣（こども政策） - 須藤美也子 - 参議院議員 - 白井勇 - 参議院議員 - 尾形六郎兵衛 - 参議院議員 - 太田政弘 - 台湾総督 | - 前田巌 - 山形県県議会議員 - 阿部光利 - 台東区議会議員 - 中里重吉 - 酒田市長 - 加藤康郎 - 藤島町長 - 白井重遠 - 西郷村村長 - 相良守典 - 東田川郡郡長 |

行政
| - 松本十郎 - 開拓大判官 - 酒井了恒 - 大泉県参事 - 石井武膳 - 大泉藩権少参事 - 犬塚盛巍 - 検事長 | - 三矢宮松 - 帝室林野局長官 - 氏家直綱 - 初代西田川郡長 - 齋藤悠輔 - 最高裁判所判事 - 齋藤淑人 - 税務大学校教授 | - 佐藤雄能 - 鉄道省事務官、教育者 - 大山庄太夫 - 庄内藩留守居役 |

学者・研究家
| - 大友浩 - 仏文学者 - 小関三英 - 蘭学者 - 高山樗牛 - 哲学者 - 三矢重松 - 国文学者 - 堀維孝 - 国文学者 - 佐藤貫一 - 刀剣学者 - 相良守峯 - 独文学者 - 相良守次 - 心理学者 - 井上史雄 - 言語学者 - 丸谷才一 - 英文学者 - 兼子正勝 - 仏文学者 - 皆川洸 - 法学者 - 佐藤正能 - 法学者 - 渡部昇一 - 英語学者 - 御橋廣眞 - 数理科学者 | - 栗本東明 - 医学者 - 林信雄 - 医学者 - 秋山太一郎 - 医学者 - 山口吉彦 - 文化人類学者 - 有森直樹 - 音楽学者 - 成田啓之 - 生化学者 - 林茂助 - 化学者 - 佐藤正己 - 植物学者 - 佐藤満彦 - 植物学者 - 東山哲也 - 植物学者 - 芳賀卓 - 植物学者 - 村井貞固 - 植物学者 - 村井貞允 - 地質学者 - 村井貞彰 - 農学者 - 加藤茂苞 - 農学者 | - 星野勇三 - 農学者 - 日向康吉 - 農学者 - 東海林克彦 - 農学者 - 松田義幸 - 教育学者 - 若林俊輔 - 教育学者 - 五十嵐勲 - 教育学者 - 上田邦義 - 国際学者 - 安達瑛二 - 工学者 - 佐藤建吉 - 工学者 - 寺島成信 - 経済学者 - 中村秀一 - 経済学者 - 弁納才一 - 経済学者 - 小野瀬由一 - 経営学者 - 岡部大介 - 認知科学者 | - 斎藤弘吉 - 動物学者 - 後藤赳司 - 宗教学者 - 伊藤卓朗 - 生命科学者 - 松森胤保 - 博物学者 - 田中桐江 - 儒学者 - 犬塚又太郎 - 漢学者 - 犬塚幹士 - 民俗学者 - 梅木寿雄 - 民俗学者 - 佐藤源治 - 民俗学者 - 黒崎幸吉 - 聖書学者 - 斎藤秀一 - 言語学者、エスペランティスト |

医療関係
| - 荻原巖 - 医師 - 池野勇 - 医師 - 鳥海恭寛 - 医師 - 高橋良斎 - 医師 | - 町野范曹 - 医師 - 阿達英次郎 - 医師 - 伊藤恭太郎 - 医師 - 黒羽根忠雄 - 医師 | - 黒羽根洋司 - 医師 - 石黒慶蔵 - 歯科医師 - 石黒慶之助 - 歯科医師 - 石黒進之助 - 歯科医師 | - 石黒慶一 - 歯科医師 |

作家・漫画家・評論家
| - 田澤稲舟 - 小説家 - 藤沢周平 - 小説家 - 佐藤賢一 - 小説家 - 板垣昭一 - 小説家 - 阿部博行 - 著作家 - 松田静子 - 著作家 | - しんがぎん - 漫画家 - 土田義晴 - 絵本作家 - 菊地清 - 絵本作家 - 江口百合子 - 絵本作家 - 真島節子 - 絵本作家 - さとうまりこ - 絵本作家 | - 赤木由子 - 児童文学作家 - 山崎誠助 - 劇作家 - 土井大助 - 詩人、劇作家 - 後藤広喜 - 雑誌編集者 - 斎藤野の人 - 評論家 - 村田佳子 - エッセイスト | - 荻原和歌 - フリーライター - 打田稔 - ジャーナリスト - 阿部岩夫 - 詩人 - 齋藤美樹 - イラストレーター |

芸術家
| - 黒崎研堂 - 書道家 - 松平穆堂 - 書道家 - 成澤秀麗 - 書道家 - 岡部陽子 - 書道家 - 吉田苞竹 - 書道家 - 生田宏司 - 版画家 - 今野安健 - 陶芸家 - 駒澤博司 - 陶芸家 - 渡邉英里子 - 陶芸家 - 阿部岩夫 - 詩人 - 伊藤啓子 - 詩人 | - 菅原志津 - 詩人 - 土屋竹雨 - 漢詩人 - 冴木一馬 - 写真家 - 渡部伸 - 写真家 - 太田威 - 写真家 - 浅賀正治 - 彫刻家 - 富樫実 - 彫刻家 - 加藤豊 - 彫刻家 - 渡部星村 - 彫刻家 - 石井子龍 - 南画家 - 氏家龍渓 - 南画家 | - 服部五老 - 南画家 - 今井繁三郎 - 画家 - 大八木栄治 - 画家 - 山口将吉郎 - 画家 - 伊藤喜久井 - 画家 - 地主悌助 - 画家 - 山本甚作 - 画家 - 大久保公治 - 画家 - 成沢翠映 - 画家 - 三井惣一 - 画家 - 川村智保 - 画家 | - 木村儀三郎 - 画家 - 齋藤求 - 画家 - 冨樫森 - 映画監督 - 石川浩之 - 映画監督 - 加藤到 - 映画監督 - 本多猪四郎（旧・朝日村） - 映画監督 - 渡辺智史 - 映画監督 - 三浦加納子 - ネイルアーティスト - 佐藤廣士 - 切り絵作家 - 太田三郎 - 美術家 - 大山北李 - 浮世絵師 |

音楽家
| - 五十嵐悌三郎 - 作曲家 - 辻順治 - 作曲家、陸軍戸山学校軍楽隊楽長 - 真島俊夫 - 作曲家 - 佐藤敏直 - 作曲家 - 阿部武雄 - 作曲家 - 吉川よしひろ - チェロ奏者 - 小串俊寿 - サクソフォーン奏者 - 鎌田邦裕 - フルート奏者 | - 高橋功 - シンガーソングライター - 高橋達也 - ジャズ・テナーサックス奏者 - 菅原卓郎 - 9mm Parabellum Bullet ボーカル&ギター - 下山淳 - ギタリスト、ルースターズ、沢田研二のバンドメンバー - 太我 - Non Stop Rabbit、ドラムス - DJ Mar a.k.a M.S.M. - DJ、プロデューサー |

スポーツ選手・格闘家
| - 長南亮 - 格闘家 - 岡部和久 - プロレスラー - 長谷川勇也 - プロ野球選手 - 田沢芳夫 - 元プロ野球選手 - 鈴木健 - 元プロ野球選手 | - 佐藤由美 - 長距離走選手 - 渡部三郎 - スキー指導者 - 石塚志乃 - スキー選手 - 佐藤永志 - サッカー選手 - 根本亮助 - 元サッカー選手 | - 本間真喜子 - 女子サッカー選手 - 阿部成章 - バスケットボール選手 - 五十嵐憲 - 遠泳スイマー - 土岐健一 - 水泳選手 |

大相撲関係
| - 北勝国英明 - 元十両 - 魄龍弘 - 元十両筆頭 - 花筏健 - 元十両 - 大達羽左エ門 - 元大関 - 朝日嶽鶴之助 - 元大関 - 朝緑冨五郎 - 元前頭 - 大岩戸義之 - 前頭 | - 前田勝 - 幕下 - 柏戸剛 - 第47代横綱 - 石川孝志 - 元前頭（大ノ海敬士）、元プロレスラー - 市野上浅右エ門 - 元大関、最強力士雷電に2度勝った唯一の力士 - 出羽海運右エ門 - 元前頭、相撲界随一の名門、出羽海部屋の創設者 - 二十八代木村庄之助 - 大相撲立行司 |

芸能関係
| - 北廉太郎 - 歌手 - 北岡ひろし - 歌手 - 本上まなみ - 女優 - 原田麦子 - ミュージカル俳優 | - 國井有 - 俳優 - 〆さばヒカル - 漫才師 - 三浦唯歌 - お笑い芸人 | - 南部虎弾 - 電撃ネットワーク - ウド鈴木 - キャイ〜ン - 安野侑志 - 紙芝居師 | - 佐藤俊之 - 能楽師 - 五十嵐希 - ファッションモデル - 羽山みずき - 歌手 - 鈴木裕斗 - 声優 - 本間ドミノ先生 - THE BOHEMIANS・キーボード |

報道関係
| - 石川牧子 - 元・日本テレビアナウンサー - 鈴木竜弘 - テレビユー山形アナウンサー | - 天池眞樹 - 元・山形テレビアナウンサー - 成田純子 - テレビユー山形アナウンサー |

庄内藩関係
| - 酒井忠真 - 第4代藩主 - 酒井忠寄 - 第5代藩主 - 酒井忠温 - 第6代藩主 - 酒井忠徳 - 第7代藩主 - 酒井忠器 - 第8代藩主 | - 酒井忠発 - 第9代藩主 - 酒井忠寛 - 第10代藩主 - 酒井忠篤 - 第11代藩主 - 酒井忠宝 - 第12代藩主 - 酒井右京 - 庄内藩家老 | - 酒井了明 - 庄内藩家老 - 酒井忠良 - 旧庄内藩主酒井家16代当主、伯爵 - 酒井忠明 - 旧庄内藩主酒井家17代当主、写真家、歌人 - 酒井忠久 - 旧庄内藩主酒井家18代当主、日本美術刀剣保存協会会長 - 酒井忠順 - 旧庄内藩主酒井家19代 |

軍事・防衛（特記ない限り大日本帝国陸軍または大日本帝国海軍の将官）
| - 石原莞爾 - 陸軍中将 - 酒井直次 - 陸軍中将 - 小池正直 - 軍医総監 - 佐藤鉄太郎 - 海軍中将 - 寺岡謹平 - 海軍中将 | - 中里重次 - 海軍中将 - 林大八 - 陸軍少将 - 神戸次郎 - 陸軍少将 - 鈴木朝資 - 陸軍少将 - 石黒岩太 - 陸軍少将 | - 太田藤太郎 - 陸軍少将 - 松本毅 - 海軍少将 - 山本善雄 - 海軍少将 - 村井貞亨 - 海軍大佐 - 黒羽根秀雄 - 海軍大佐 | - 西川速水 - 海軍大佐 - 大井篤 - 海軍大佐 - 林八郎 - 陸軍少尉 - 安部壽和 - 陸上自衛隊陸将補 |

ビジネス関係
| - 酒井忠純 - 銀行家 - 酒井調良 - 農場主 - 酒井忠悌 - 教育者 - 笹原儀三郎 - 教育者 - 五十嵐正 - 教育者 - 田中一寧 - 教育者 - 石原重俊 - 教育者 - 長南年恵 - 霊能者 - 上林恒平 - 刀工 - 酒井忠孝 - 実業家 - 酒井天美 - 実業家 - 秋元正雄 - 実業家 - 上野隆一 - 実業家 - 竹内啓治 - 実業家 | - 諏訪尚太郎 - 実業家 - 渋谷米太郎 - 実業家 - 風間眞一 - 実業家 - 早坂剛 - 実業家 - 斎藤志直 - 実業家 - 長南収 - 実業家 - 本間勝喜 - 歴史家 - 斎藤外市 - 発明家 - 父幼老卵 - 僧侶 - 佐藤秀樹 - 理容師 - 加藤直矢 - 治水家 - 酒井駒太郎 - 園芸家 - 松木正利 - 園芸家 - 諏訪熊太郎 - 宗教家 - 土屋安親 - 装剣金工 | - 田川行文 - 鎌倉時代の豪族 - 日高一輝 - 平和運動家 - 氏家彦太郎 - 刀剣鑑定家 - 奥田政行 - イタリア料理シェフ - 鈴木道子 - ファッションデザイナー - 坪井眞里 - NPOバンク理事長 - 菅原幸助 - 中国残留孤児支援家 - 澤井修一 - 山形しあわせ銀行元頭取 - 酒井賀世 - 致道博物館学芸員 - 田中一貞 - 慶應義塾図書館初代館長 - 加藤恵子 - 経営コンサルタント - 落合良 - せたがや文化財団顧問 - 西海和久 - ブリヂストン最高執行責任者 |

## ゆかりのある人物
- 小笠原祐子 - 世界最高齢のAV女優。父親が鶴岡市出身。
- 高橋政知 - 元オリエンタルランド社長、東京ディズニーランド生みの親。父の太田政弘が鶴岡出身。
- 阿部次郎
- 卍凱 - 総穏寺・第24世住職。
- 西郷隆盛
- 三島通庸
- 森敦
- 鳥居泰彦
- 戸川安章
- 杉村隆
- 物集高量
- 田中桐江
- 鈴木今右衛門
- 加藤清正
- 中田喜直 - 旧市域で愛唱される2代目市民歌を作曲。生前は「鶴岡音楽祭」に毎年招かれていた。
- 及位ヤヱ - 女性パイロット、婦人航空協会理事長、鶴岡高等女学校卒。
- 本上まなみ
- 桜井和寿 - Mr.Children、別荘と母親の実家が鶴岡市にある。子供の頃は毎年来県。
- 佐藤純彌 - 映画監督、父の佐藤貫一が鶴岡市出身。戦時中に鶴岡市の祖父と叔父の元に疎開。
- 佐藤純一 - 言語学者、父の佐藤貫一が鶴岡市出身。
- 佐藤東弥 - テレビドラマ演出家、祖父の佐藤貫一が鶴岡市出身。
- 辻輝子 - 夫の斎藤弘吉が鶴岡市出身。
- ウィリアム・ピニェイロ・ロドリゲス - サッカー選手、京都サンガF.C.、羽黒高等学校卒。
- 川原慶久 - 声優・羽黒高等学校卒。
- 富樫直美 - 女子プロボクサー、母が鶴岡市出身で自身も鶴岡市生まれ。
- 和田毅 - プロ野球選手、母が鶴岡市出身で自身も鶴岡市生まれ。